# Biografielijst Va

## Vaa
- Aslaug Vaa (1889-1965), Noors dichter en toneelschrijfster
- Johan Vaaler (1866-1910), Noors uitvinder van de paperclip
- Laura de Vaan (1980), Nederlands paralympisch sportster
- Rafael van der Vaart (1983), Nederlands voetballer
- Michel Vaarten (1957), Belgisch wielrenner
- Eric Vaarzon Morel (1961), Nederlands flamencogitarist
- Fred Vaassen (1942-2018), Nederlands acteur
- Heleen bij de Vaate (1974), Nederlands triatlete en duatlete

## Vac
- Nino Vaccarella (1933-2021), Italiaans autocoureur
- Joseph Vacher (1869-1898), Frans seriemoordenaar
- Gertrude Vachon (1962-2010), Canadees professioneel worstelaar
- Andrew Vachss (1942-2021), Amerikaans schrijver en advocaat

## Vad
- Els Vader (1959-2021), Nederlands atlete
- Friedaricha Godhelphine Vader-Kramer (1932), Nederlands schrijfster, gekend onder het pseudoniem Catalijn Claes
- Ger Vaders (1925-2005), Nederlands journalist
- Mary Vaders (1922-1996), Nederlands verzetsstrijder
- David Vadim (1972), Oekraïens acteur

## Vae
- André Vaes (1904-1975), Belgisch advocaat en politicus
- Annelies Vaes (1943), Belgisch actrice en regisseur
- Henri Vaes (1876-1945), Belgisch architect
- Henricus Vaes (1896-1953), Belgisch syndicalist en politicus
- Jan Vaes (1933), Nederlands politicus
- Jean-François Vaes (1940), Belgisch politicus
- Jef Vaes (1920-2004), Belgisch kunstenaar
- Paul Vaes (1964), Nederlands musicalacteur
- Servaes Vaes (1608-1698), Zuid-Nederlands abt
- Stefaan Vaes (1976), Belgisch wiskundige en hoogleraar

## Vag
- Frank Vaganée (1966), Belgisch jazzmuzikant en componist
- Guido Vaganée (1967), Belgisch politicus

## Vah
- Mahsa Vahdat (1973), Iraans zangeres
- Pej Vahdat, Amerikaans acteur
- Tiit Vähi (1947), Ests politicus
- Joost Váhl (1939-2024), Nederlands stedenbouwkundige
- Noa Vahle (1999), Nederlands presentatrice en verslaggever

## Vai
- Steve Vai (1960), Amerikaans gitarist
- Ameya Vaidyanathan (1996), Indiaas autocoureur
- Alfred Vail (1807-1859), Amerikaans ingenieur en uitvinder
- Arsène Vaillant (1922-2007), Waals voetballer en sportjournalist
- Aaro Vainio (1993), Fins autocoureur
- Federico Vairo (1930-2010), Argentijns voetballer

## Vaj
- Ivo Vajgl (1943), Sloveens politicus
- Atal Bihari Vajpayee (1924-2018), Indiaas politicus en minister-president

## Vak
- Jukka Vakkila (1951), Fins voetballer en voetbalcoach

## Val

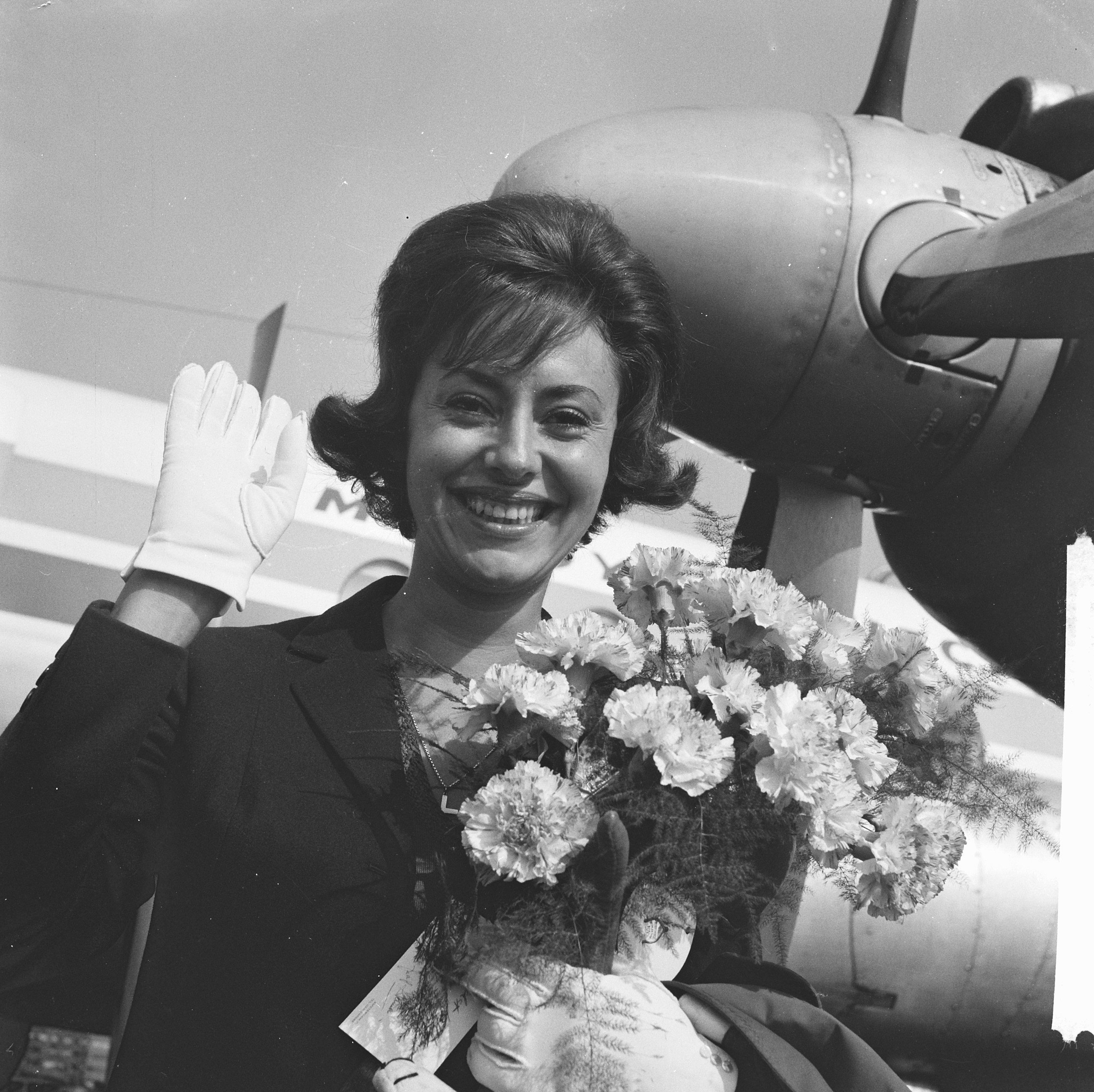
Caterina Valente

- Ján Valach (1973), Slowaaks wielrenner
- André Valardy (1938-2007), Belgisch acteur, komiek en filmregisseur
- Serge-Henri Valcke (1946), Belgisch acteur
- Johan Valckenaer (1759-1821), Nederlands jurist en diplomaat
- Lodewijk Caspar Valckenaer (1715-1785), Nederlands filoloog
- Víctor Valdés (1982), Spaans voetballer
- Jeremy Ray Valdez (1980), Amerikaans acteur
- Petrus Valdez (12e eeuw), Frans religieus leider
- Jorge Valdivia (1983), Chileens voetballer
- Vladimír Válek (1935-2025), Tsjechisch dirigent
- Anton Valens (1964-2021), Nederlands kunstschilder en schrijver
- Velimir Valenta (1929-2004), Joegoslavisch roeier
- Caterina Valente (1931-2024), Frans-Italiaans zangeres
- Hugo Valente (1992), Frans autocoureur
- Karl Valentin (1882-1948), Duits komiek, cabaretier en schrijver
- Hilton Valentine (1943), Engels gitarist
- Valentinianus I (321-375), Romeins keizer (364-375)
- Valentinianus III (419-455), keizer van het West-Romeinse Rijk
- Sint Valentinus (3e eeuw), Romeins heilige
- Piero Valenzano (1925-1955), Italiaans autocoureur
- Juan Carlos Valenzuela (1984), Mexicaans voetballer
- Pio Valenzuela (1869-1956), Filipijns politicus en leider van de Filipijnse revolutionaire beweging Katipunan
- René Valenzuela (1955), Chileens voetballer
- Valerianus I (193/195-260), Romeins keizer (253-260)
- Valerianus II (?-258), Romeins kroonprins (256-258)
- Harry Valérien (1923-2012), Duits sportjournalist
- Alberto Valerio (1985), Braziliaans autocoureur
- Francisco José Valero-Castells (1970), Spaans componist, muziekpedagoog, dirigent en hoboïst
- Hugo Väli (1902-1943), Estisch voetballer
- Johnny Valiant (1946-2018), Amerikaans professioneel worstelaar
- Remigius Valiulis (1958-2023), Sovjet-Litouws atleet
- Gennadi Valjoekevitsj (1958-2019), Sovjet-Russisch/Wit-Russisch atleet
- Arie van der Valk (1929-2024), Nederlands ondernemer
- Gerrit van der Valk (1928-2009), Nederlands ondernemer
- Gerrit Valk (1955), Nederlands historicus en politicus
- Jos van der Valk (1930-2014), Nederlands televisieproducent
- Sem Valk (2002), Nederlands voetballer
- Willem Valk (1898-1977), Nederlands beeldend kunstenaar
- Reiky de Valk (2000-2023), Nederlands acteur
- Jaap Valken (1926-2018), Nederlands politiecommissaris
- Coenraad van Valkenburg (1784-1831), Nederlands militair, belastingontvanger en bierbrouwer
- Diane Valkenburg (1984), Nederlands schaatsster
- Dirk Valkenburg (1675-1721), Nederlands kunstschilder
- Dirk I van Valkenburg (?-1228), heer van Valkenburg en Heinsberg
- Dirk II van Valkenburg (1221-1268), heer van Valkenburg
- Engelbert II van Valkenburg (1220-1274), aartsbisschop van het Keurvorstendom Keulen
- Gosewijn I van Valkenburg (1060-1128), eerste heer van Valkenburg
- Gosewijn II van Valkenburg (?-1168), heer van Valkenburg en Heinsberg
- Gosewijn III van Valkenburg (?-1188), heer van valkenburg
- Gosewijn IV van Valkenburg (?- voor 1212), heer van Valkenburg en Heinsberg
- Patti Valkenburg (1958), Nederlands hoogleraar
- Rik Valkenburg (1923-1994), Nederlands schrijver
- Leen Valkenier (1924-1996), Nederlands televisieschrijver
- Bruno Valkeniers (1955), Vlaams politicus
- Jan Valkestijn (1928-2017), Nederlands Rooms-Katholiek priester en componist
- Jaap Valkhoff (1910-1992), Nederlands musicus
- Jessica Vall (1988), Spaans zwemster
- Kick van der Vall (1946), Nederlands voetballer
- Najat Vallaud-Belkacem (1977), Frans politicus
- Jean Vallée (1941-2014), Belgisch zanger
- Louis de La Vallée Poussin (1869-1938), Belgisch boeddholoog, sinoloog en tibetoloog
- Carlos Amigo Vallejo (1934-2022), Spaans rooms-katholiek geestelijke
- Alida Valli (1921-2006), Italiaans actrice
- Celso Valli (1950-2025), Italiaans componist, dirigent en muzikant
- Stefano Valli (1969), San Marinees autocoureur
- Félix Édouard Vallotton (1865-1925), Zwitsers-Frans kunstschilder
- Georges Valmier (1885-1937), Frans kunstschilder
- Erik Valnes (1996), Noors langlaufer
- Ninette de Valois (1898-2001), Iers balletdanseres en choreograaf
- Ilija Valov (1961-2024), Bulgaars voetballer en voetbaltrainer
- Jelena Valova (1963), Russisch kunstschaatsster
- Dmitrij Vaľukevič (1981), Wit-Russisch/Slowaaks atleet

## Vana
- Sofie Van Accom (1989), Belgisch atlete
- Alfons Van Achten (1903-1979), Belgisch atleet
- Cieltje Van Achter (1979), Belgisch politica
- Achiel Van Acker (1898-1975), Belgisch politicus
- Alice Van Acker (1937), Belgisch zangeres, bekend onder de naam "Lily Castel"
- Benoit Van Acker (1900-1981), Belgisch politicus en syndicalist
- Charles Van Acker (1912-1998), Belgisch-Amerikaans autocoureur
- Drew Van Acker (1986), Amerikaans acteur
- Evi Van Acker (1985), Belgisch zeilster
- Flori Van Acker (1858-1940), Belgisch kunstschilder
- Florian Van Acker (1997), Belgisch tafeltennisser
- Frank Van Acker (1929-1992), Belgisch politicus
- Juliaan Van Acker (1940), Belgisch pedagoog en hoogleraar
- Luc Van Acker (1961), Belgisch muziekproducent
- Lucien Van Acker (1928), Belgisch historicus
- Paul Van Acker (1849-1907), Belgisch industrieel
- Regi Van Acker (1955), Belgisch voetbalcoach
- Roos Van Acker (1976), Belgisch presentator en zangeres
- Thalia Van Acker (1986), Belgisch atlete
- Thibaut Van Acker (1991), Belgisch voetballer
- Fernand van Ackere (1878-1958), Belgisch politicus en ondernemer
- Steven Vanackere (1964), Vlaams politicus
- Jan Lodewijk Van Aelbroeck (1755-1846), Belgisch landbouwkundige
- Luc Van Aelst (1967-2013), Belgisch journalist
- Nicolaus van Aelst (1527-1612/1613), Zuid-Nederlands kunstschilder en uitgever
- Pieter Coecke van Aelst (1502-1550), Zuid-Nederlands kunstschilder, beeldhouwer, architect en graveur
- Tim Van Aelst (1978), Belgisch programmamaker
- Vic Van Aelst (1948), Belgisch advocaat en politicus
- Michel Van Aerde (1933-2020), Belgisch wielrenner
- Hans Vanaken (1992), Belgisch voetballer
- Eliane Van Alboom (1951), Belgisch pedagoge en bestuurder
- James Van Allen (1914-2006), Amerikaans natuurkundige
- Hans Van Alphen (1982), Belgisch atleet
- John Van Alphen (1914), Belgisch voetballer
- Vincent Vanasch (1987), Belgisch hockeyspeler
- Auguste Van Assche (1826-1907), Belgisch architect
- Ben Van Assche (1946), Belgisch bestuurder
- Danny Van Assche (1971), Belgisch bestuurder en politicus
- Eugène Vanassche (1933-2015), Belgisch architect
- Francine Van Assche (1947), Belgisch atlete
- Isabelle Catherine Van Assche (1794-na 1842), Zuid-Nederlands en Belgisch kunstschilder
- Jaak Van Assche (1940), Belgisch acteur
- Johan Van Assche (1956), Vlaams acteur en regisseur
- Jos Van Assche (1950), Belgisch politicus
- Kris Van Assche (1976), Belgisch modeontwerper
- Modest Van Assche (1891-1945), Belgisch benedictijn, abt en Vlaamsgezinde
- Walter Van Assche (1958), Belgisch wiskundige
- Miel Vanattenhoven (1944-2008), Vlaams radioproducer en concertorganisator
- Herman Van Autgaerden (1948), Belgisch politicus
- Rik Van Averbeke (1901-?), Belgisch voetballer
- Aimé Van Avermaet (1935-2009), Belgisch wielrenner
- Greg Van Avermaet (1985), Belgisch wielrenner
- Ronald Van Avermaet (1959), Belgisch wielrenner

## Vanb
- Dirk van Babylon (1956), Belgisch schrijver en politicus, pseudoniem van Peter van Breusegem
- Bob Van Bael (1924-2002), Vlaams televisiemaker
- Edgar van Baveghem (1880-1952), Belgisch burgemeester
- Ludwig van Beethoven (1770-1827), Rijnlands componist
- Pat van Beirs (1954), Vlaams auteur en scenarioschrijver
- Ignace Van Belle (1932), Belgisch politicus
- Wesley Vanbelle (1986), Belgisch voetballer
- Wouter Van Bellingen (1972), Vlaams ambtenaar en politicus
- Alphonsus van Bergen (1624-1689), Zuid-Nederlands edelman, theoloog en aartsbisschop
- Emiel Van Bergen (1885-?), Belgisch activist binnen de Vlaamse beweging
- George Lodewijk van Bergen (1662-1743), Zuid-Nederlands prins-bisschop
- Giselbert van Bergen (ca. 1150 - ca. 1225), Zuid-Nederlands geestelijke, historicus, schrijver en diplomaat
- Wouter Van Besien (1971), Belgisch politicus
- Kenneth Vanbilsen (1990), Belgisch wielrenner
- Emiel Van Bockstaele (1870-1954), Belgisch arts, hoogleraar en Vlaams activist
- Anneleen Van Bossuyt (1980), Belgisch politica
- Edgard Van Boxtaele (1888-1958), Belgisch voetballer
- Piet van Brabant (1932-2006), Vlaams Beweger, journalist en vrijmetselaar
- Alfons (Fons) Van Brandt (1927-2011), Belgisch voetballer
- Cédric Van Branteghem (1979), Belgisch atleet
- Guy Van Branteghem (1932-2013), Belgisch badmintonspeler
- Peeter van Bredael (1629-1719), Brabants schilder
- Jolien Van Brempt (1989), Belgisch atlete
- Kathleen Van Brempt (1969), Belgisch politicus
- Leen Van Brempt (1946), Belgisch atlete
- Peter van Breusegem (1956), Belgisch schrijver en politicus
- Christine Van Broeckhoven (1953), Belgisch moleculair biologe en politica
- Steven Van Broeckhoven (1985), Belgisch windsurfer
- Norbert Van Broekhoven (1946-2014), Belgisch ondernemer en bestuurder
- John Vanbrugh (1664-1726), Engels architect en toneelschrijver
- Paul Van Bruystegem (1959), Belgisch muzikant
- Jacques Van Buggenhout (1893-1982), Belgisch vakbondsleider en politicus
- Jan Van Bulck (1908-1972), Belgisch syndicalist en politicus
- Marcel Van Bulck (?), Belgisch politicus
- Martin Van Buren (1782-1862), 8ste president van de Verenigde Staten (1837-1841)
- Eddy Van Butsele (1947), Belgisch atleet
- Ernest Van Buynder (1945), Belgisch bestuurder
- Isabel Van Buynder (1991), Belgisch alpineskiester

## Vanc
- Georges Van Calenberg (1912-1973), Belgisch voetballer
- Jan-August Van Calster (1935-2013), Belgisch politicus
- Guido Van Calster (1956), Belgisch wielrenner
- Benjamin Van Camp (1946), Belgisch hematoloog, hoogleraar en universiteitsrector
- Bram Van Camp (1980), Belgisch componist
- Camille van Camp (1834-1891), Belgisch kunstschilder
- Carl Van Camp (1952), Belgisch bestuurder
- Gaston Van Camp (1939), Belgisch schrijver
- Josephus Van Camp (1936), Belgisch voetballer
- Karl Van Camp (1960), Belgisch architect en redacteur
- Yoleen Van Camp (1987), Belgisch politica
- François Van Campenhout (1779-1848), Belgisch violist en componist
- Herman Van Campenhout (1943), Belgisch schrijver
- Jan Van Campenhout (1907-1972), Belgisch kunstschilder
- Julien Van Campenhout (1898-1933), Belgisch atleet
- Ludo Van Campenhout (1966), Belgisch politicus
- Pieter-Jan Van Campenhout (1985-2014), Belgisch zanger en muzikant
- Roland Van Campenhout (1944), Belgisch (blues)muzikant en zanger
- Jan Van Cant (1891-?), Belgisch voetballer
- August Van Cauwelaert (1885-1945), Belgisch dichter en rechter
- Rik Van Cauwelaert (1950), Belgisch journalist
- Paul Van Cauwenberge (1949), Belgisch hoogleraar en rector van de UGent
- Daisy Van Cauwenbergh (1968), Belgisch televisiepresentatrice en voormalige Miss België
- André Van Cauwenberghe (1914-1994), Belgisch politicus
- Hans Van Cauwenberghe (1964), Belgisch acteur en muzikant
- Jean-Claude Van Cauwenberghe (1944), Belgisch politicus
- Cyrus Vance (1917-2002), Amerikaans politicus en diplomaat
- Jack Vance (1916-2013), Amerikaans schrijver
- J.D. Vance (1984), Amerikaans politicus, vicepresident van de Verenigde Staten
- Usha Vance (1986), Amerikaans juriste en second lady van de Verenigde Staten
- Tom Vanchaze (1982), Belgisch atleet
- Lee Van Cleef (1925-1989), Amerikaans acteur
- Geert Van Cleemput (1960), Belgisch politicus
- Gerda van Cleemput (1935), Belgisch schrijfster
- Judocus Van Cleemput (ca. 1765-1847), Belgisch politicus
- Jos Van Cleemput (1903-1967), Belgisch syndicalist en politicus
- Jules Van Cleemput (1997), Belgisch voetballer
- Werner Van Cleemput (1930-2006), Belgisch componist
- Alfons Van Coillie, bankier, architect, schepen Roeselare
- Heidi Van Collie (1969), Belgisch atlete
- Peeter van Coudenberghe (ca. 1519-ca. 1599), Vlaams apotheker en plantkundige

## Vand

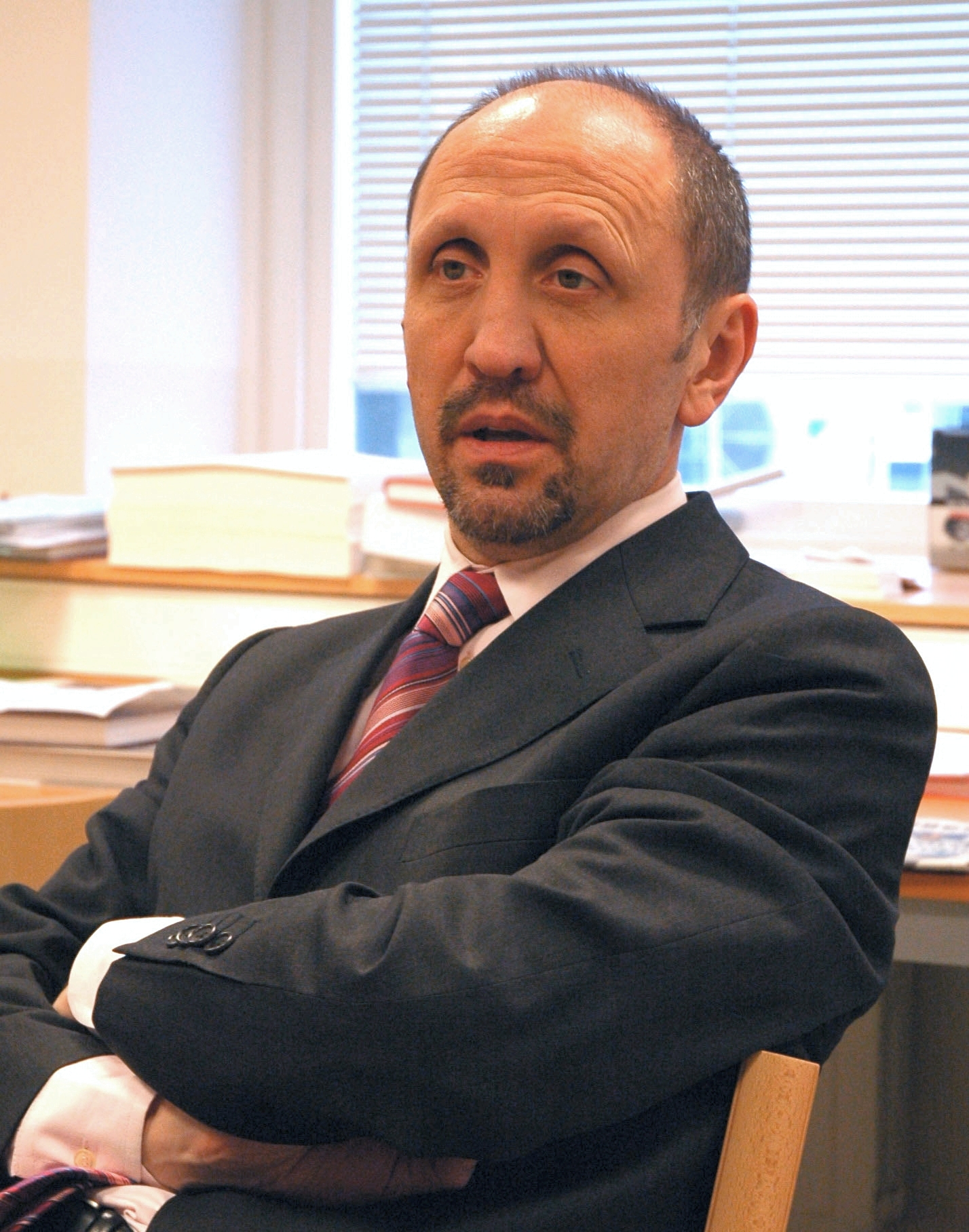
Johan Vande Lanotte

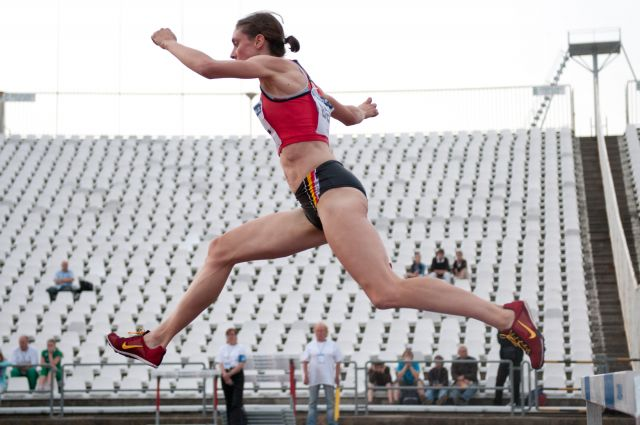
Sigrid Vanden Bempt (2010)

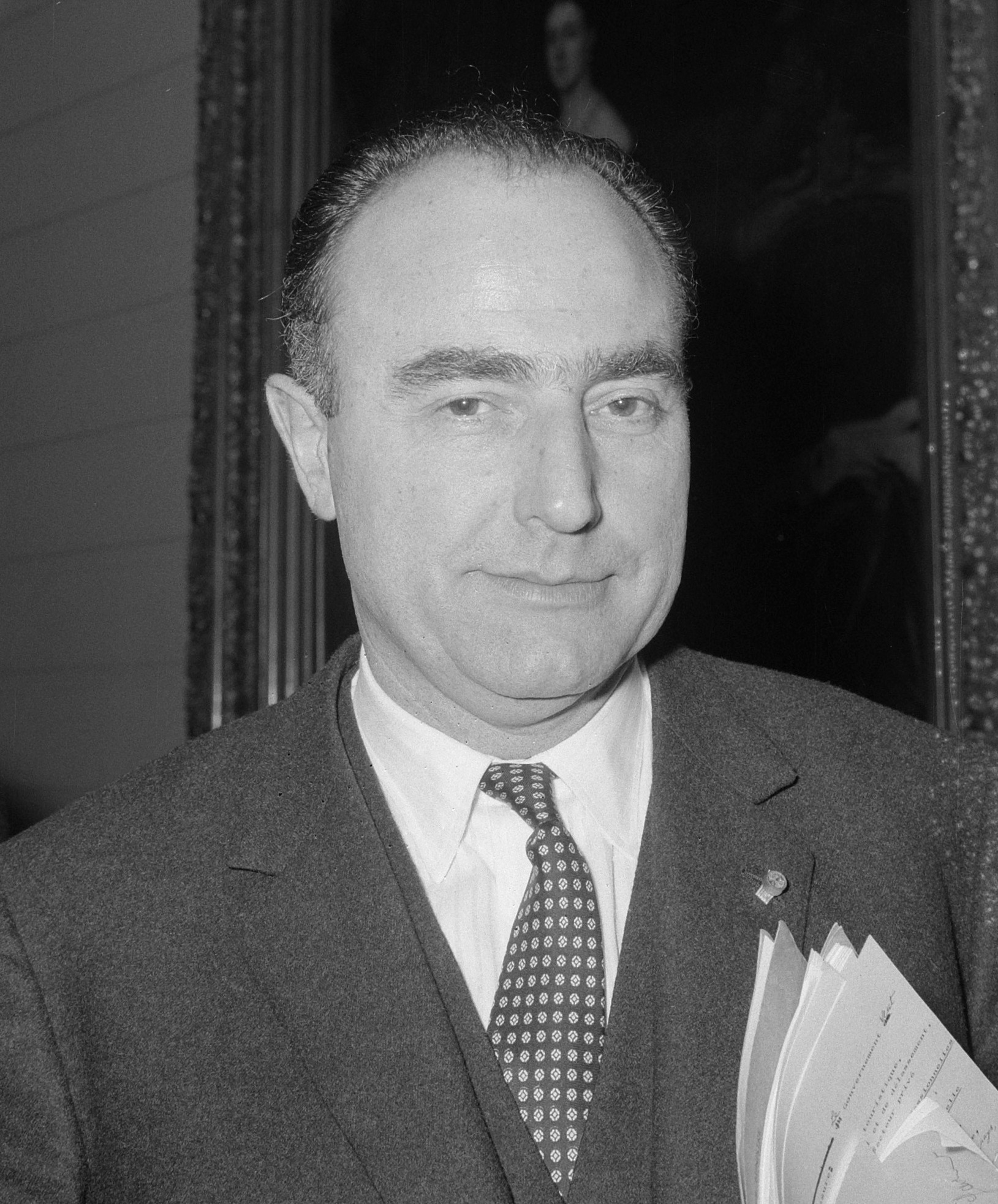
Paul Vanden Boeynants (1966)

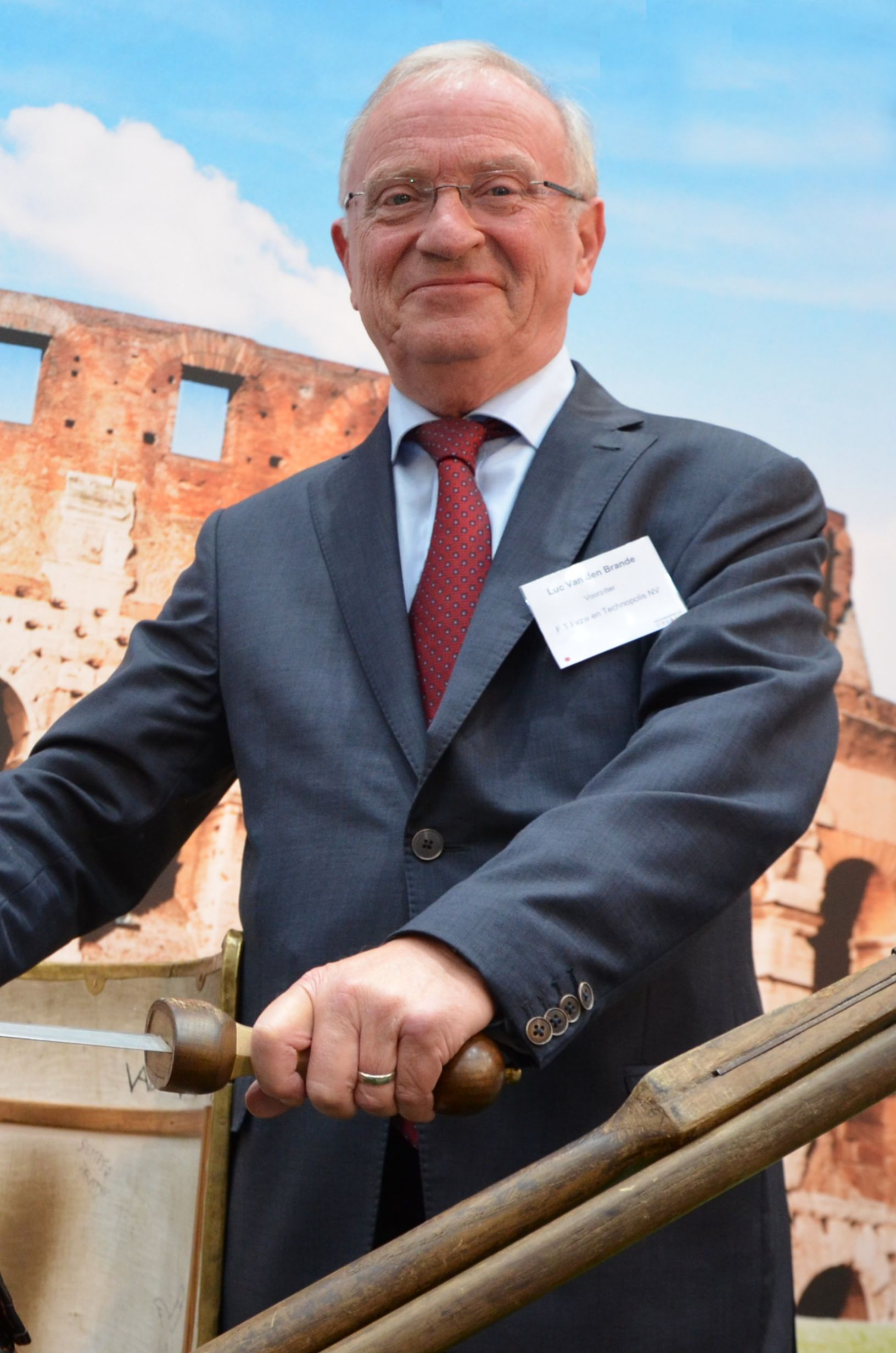
Luc Van den Brande

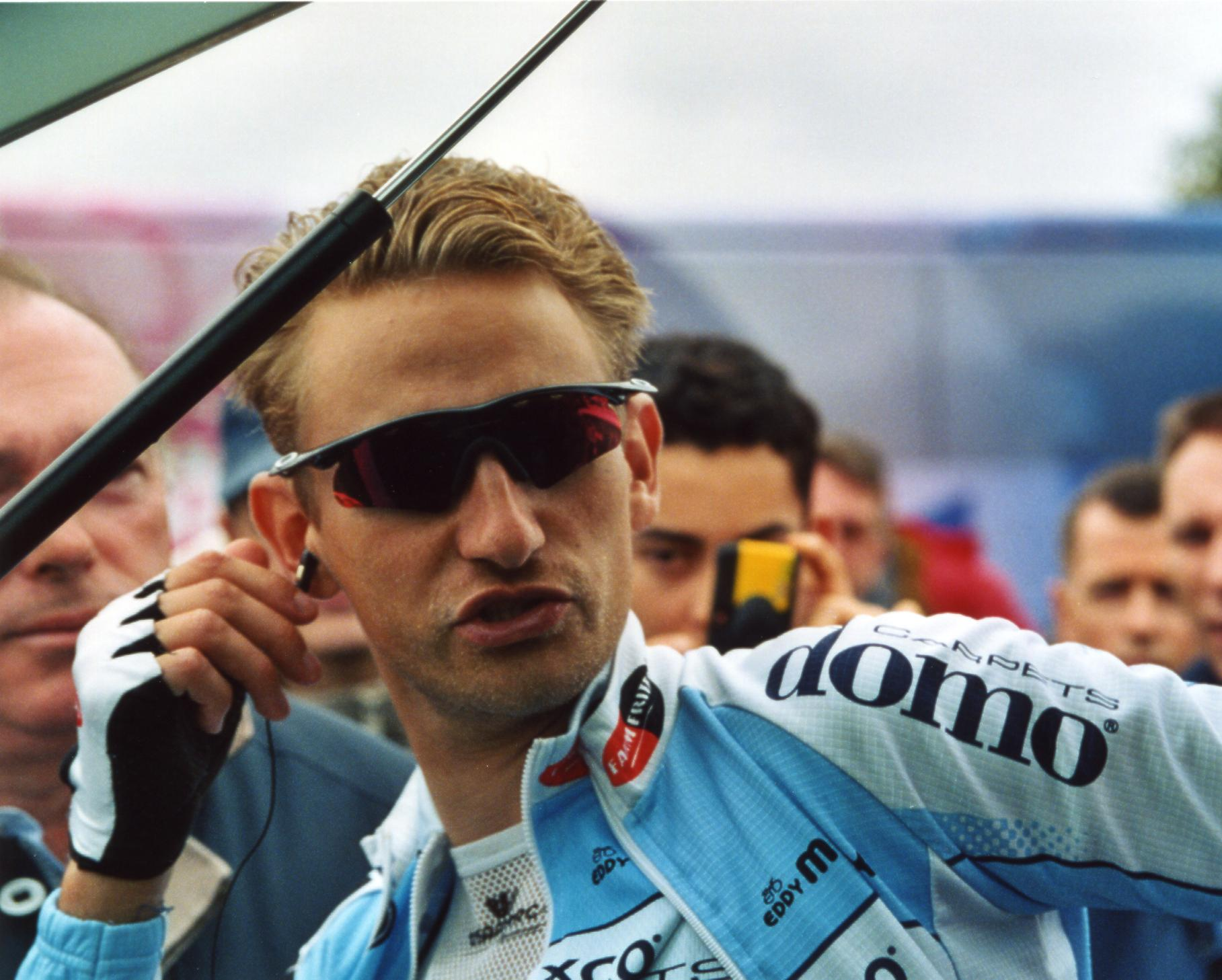
Frank Vandenbroucke

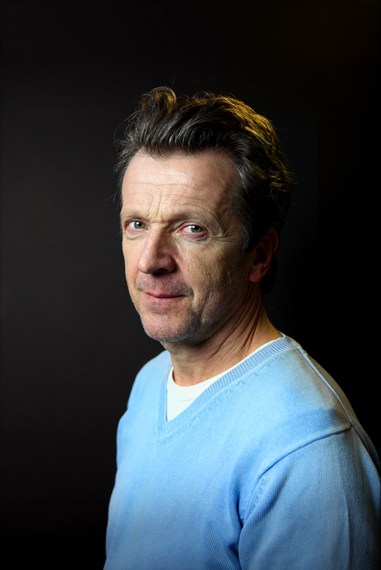
Lucas Van den Eynde

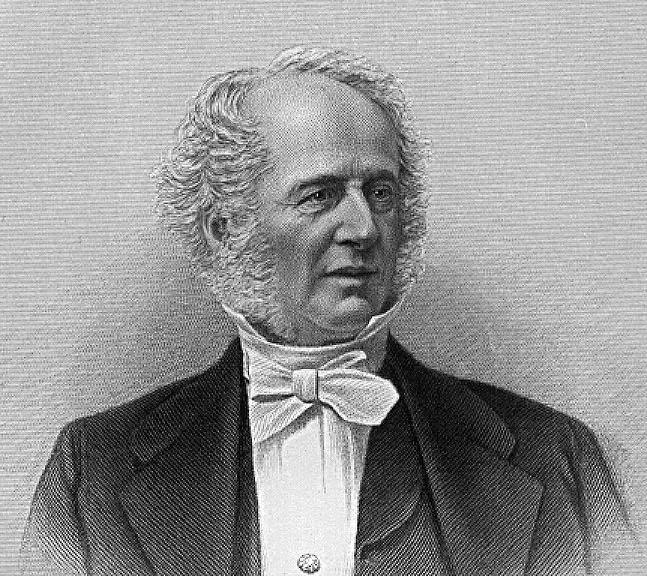
Cornelius Vanderbilt (1877)

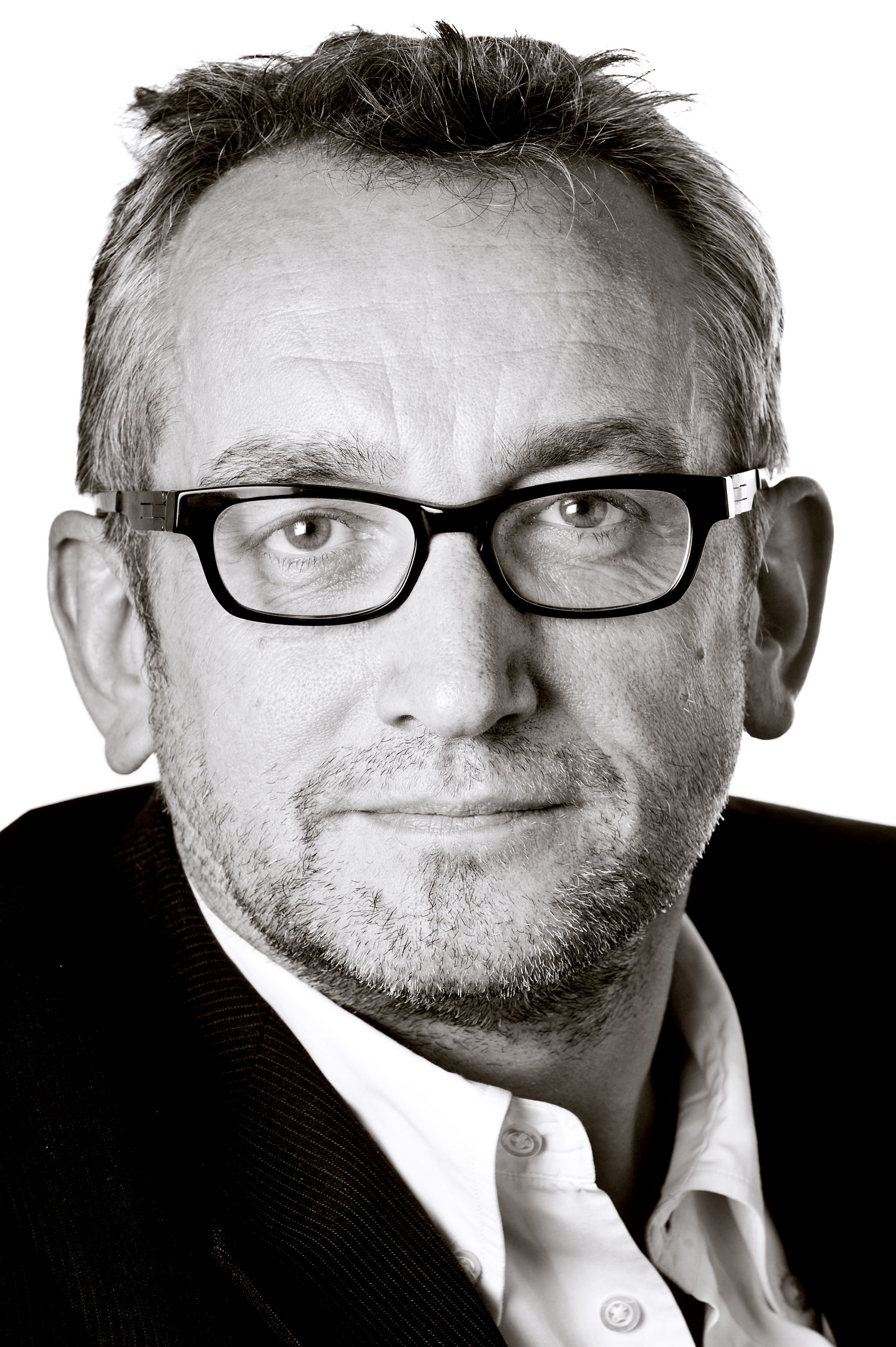
Peter Vandermeersch

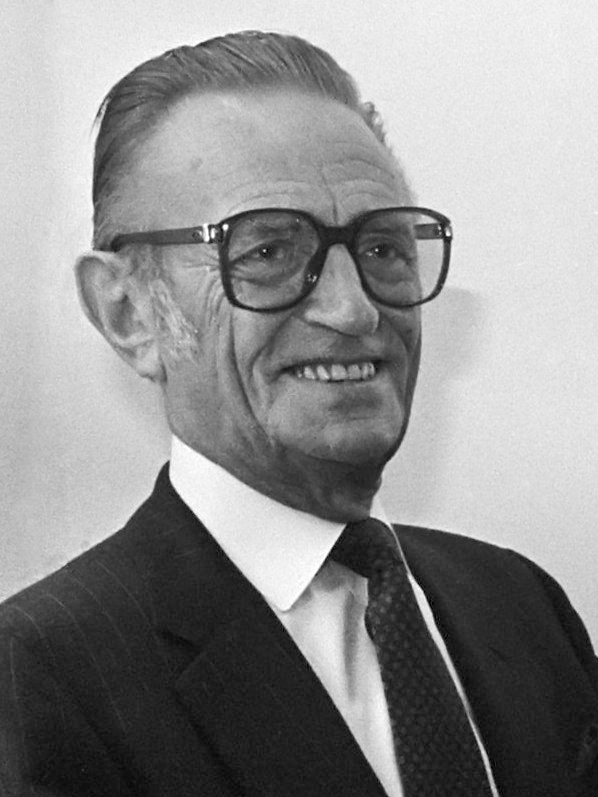
Willy Vandersteen (1985)

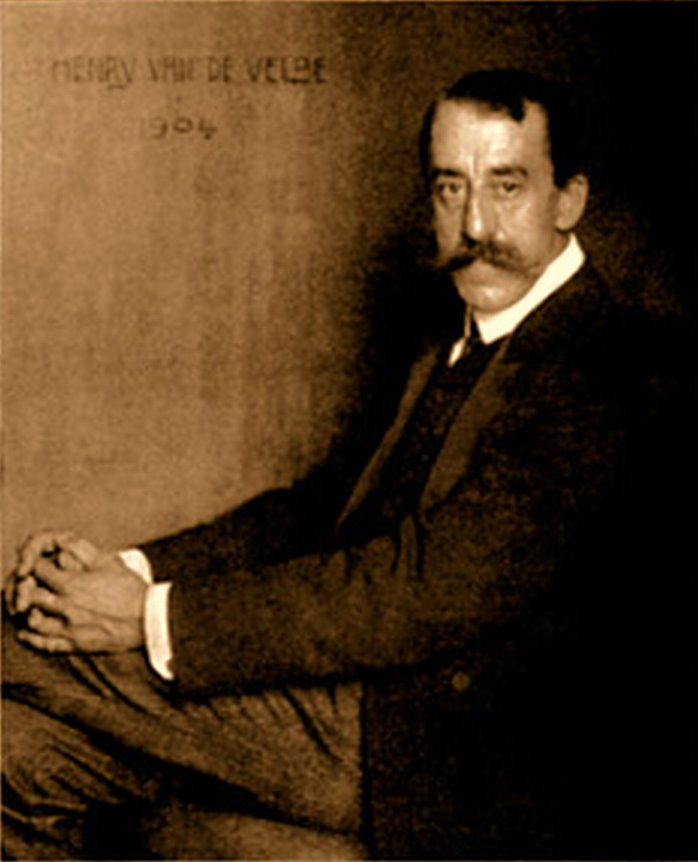
Henry Van de Velde (1904)

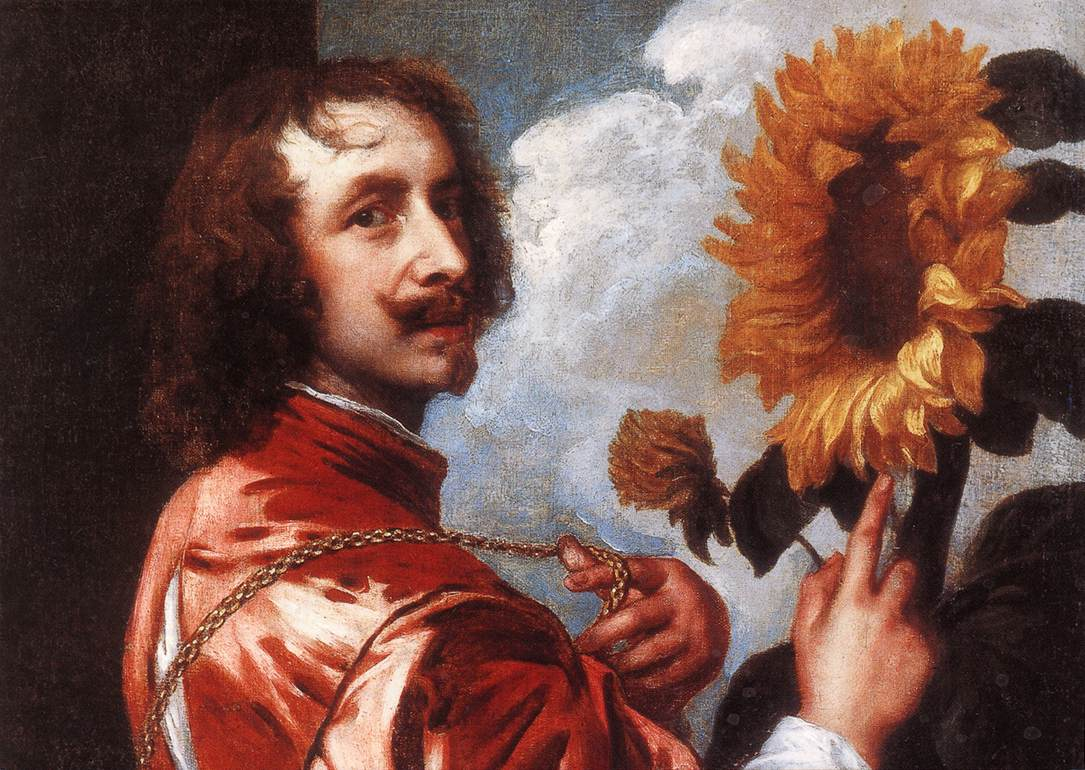
Antoon van Dyck

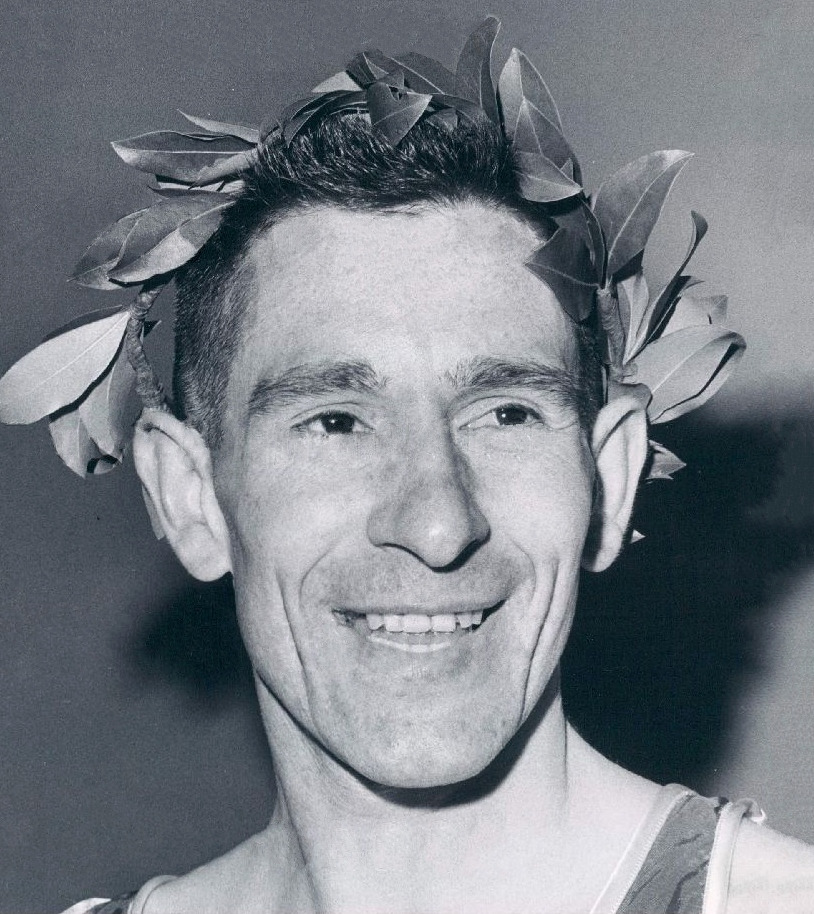
Aureel Vandendriessche (1964)

- Amand Vandaele (1831-1909), Belgisch politicus
- August Van Daele (1944-2017), Belgisch militair en chef van Defensie
- Daniel Van Daele (1952), Belgisch vakbondsbestuurder
- Désiré Van Daele (1909-1995), Belgisch politicus en vakbondsvoorzitter
- Erwin Vandaele (1971), Belgisch wielrenner
- Frans van Daele (1947), Belgisch diplomaat
- Henri Van Daele (1877-1957), Belgisch cabaretier en schrijver
- Henri Van Daele (1946-2010), Belgisch jeugdschrijver
- Hugo Vandaele (1956), Belgisch politicus
- Jo Van Daele (1972), Belgisch atleet
- Joseph Van Daele (1889-1948), Belgisch wielrenner
- Leon Vandaele (1933-2000), Belgisch wielrenner
- Lieve Van Daele (1963), Belgisch politica
- Marcel Van Daele (1937-2010), Belgisch politicus
- Robbie Vandaele (1972), Belgisch wielrenner
- Wilfried Vandaele (1959), Belgisch politicus
- Magdalena Van Daele-Huys (1906-1988), Belgisch politica
- Jozef Van Dalem (1936), Belgisch atleet
- Ivo Van Damme (1954-1976), Belgisch atleet
- Jean-Claude Van Damme (1960), Belgisch acteur
- Miguel Van Damme (1993-2022), Belgisch voetballer
- Brian Vandborg (1981), Deens wielrenner
- Edgard Vandebosch (1952), Belgisch politicus
- Ingrid Vandebosch (1970), Belgisch model en actrice
- Annemie Van de Casteele (1954), Belgisch apotheker en politica
- Camille Van De Casteele (1902-1961), Belgisch wielrenner
- Désiré Van de Casteele (1839-1917), Belgisch historicus en archivaris
- Grant Van De Casteele (1991), Amerikaans voetballer
- Jean Vandecasteele (1955), Belgisch politicus
- Joost Vandecasteele (1979), Belgisch komiek en schrijver
- Lise Vandecasteele (1982), Belgisch arts en politica
- Roger Van de Casteele (1913), Frans waterpoloër
- Pascale Vandegeerde (1957-2022), Belgisch activiste
- Catherine Van de Heyning (1983), Belgische juriste, docente en parketmagistrate
- Lien Van de Kelder (1982), Vlaams actrice
- Ankie Vandekerckhove (1963), Belgisch criminoloog en kinderrechtencommissaris van de Vlaamse Gemeenschap
- Bernard Van De Kerckhove (1941-2015), Belgisch wielrenner
- Hans Vandekerckhove (1957), Belgisch beeldend kunstenaar
- Iris Vandekerckhove (1960), Belgisch model, zangeres en televisiepersoonlijkheid, bekend onder de naam Wendy van Wanten
- Leo Vandekerckhove (1894-1986), Belgisch kunstschilder, fotograaf en burgemeester
- Remy C. van de Kerckhove (1921-1958), Belgisch voetballer en dichter
- René Vandekerckhove (1883-1968), Belgisch onderwijzer, arrangeur, componist, dirigent, muziekleraar, muzikant en tekstdichter
- Rik Vandekerckhove (1932-1990), Belgisch politicus
- Robert Vandekerckhove (1917-1980), Belgisch politicus
- Armand Van De Kerkhove (1915-2012), Belgisch voetballer
- August Vandekerkhove (1838-1923), Belgisch kunstschilder, schrijver en uitvinder
- Christian Vandekerkhove (1953), Belgisch schrijver en theosoof
- Edgard Vandekerkhove (1902-1978), Belgisch astronoom
- Frédéric Van de Kerkhove (1863-1873), Belgisch wonderkind en kunstschilder
- Gaston Vandekerkhove (1913-1995), Belgisch schrijver en verzetsstrijder
- Gilbert Vandekerkhove (1945), Belgisch architect en ontwerper
- Jan Van de Kerkhove (1822-1881), Belgisch kunstschilder, vader van Frédéric
- Jozef Vandekerkhove (1940), Belgisch beeldhouwer, ook bekend onder de naam Djef Blok
- Kobe Vandekerkhove (1984), Belgisch bokser
- Octave Vandekerkhove (1911-1987), Frans schrijver
- Raymonde Vandekerkhove (?), Belgisch schrijfster
- Johan Vande Lanotte (1955), Belgisch politicus
- Jaak Vandemeulebroucke (1943), Belgisch politicus
- Désiré Vande Moortele (1871-1953), Belgisch vakbondsbestuurder en politicus
- Albijn Van den Abeele (1835-1918), Belgisch politicus en kunstschilder
- Andries Van den Abeele (1935), Vlaams ondernemer, politicus, historicus en monumentenzorger
- Cyriel Van den Abeele (1875-1946), Belgisch componist en organist
- Jacques Vanden Abeele (1931-2018), Belgisch atleet en Canadees hoogleraar
- Raf Van den Abeele (1919-2008), Belgisch politicus
- Dis Van Den Audenaerde (1923-2011), Belgisch voetballer en ondernemer
- Walter Vanden Avenne (1927), Belgisch ondernemer en bestuurder
- Peter Vandenbempt (?), Belgisch sportjournalist
- Sigrid Vanden Bempt (1981), Belgisch atlete
- Ad Vandenberg (1954), Nederlands hardrockgitarist, componist, muziekproducent, muziekuitgever en kunstschilder (Ad van den Berg)
- Jef Van den Berg (1917-2007), Vlaams componist, pianist, muziekleraar, televisieregisseur en televisieproducent
- Kim Vandenberg (1983), Amerikaans zwemster
- Eddy Van Den Berge (?), Belgisch voetbalcoach
- Erwin Vandenbergh (1959), Belgisch voetballer
- Louis Vandenbergh (1903-?), Belgisch voetballer
- Stijn Vandenbergh (1984), Belgisch wielrenner
- Adolf-Peter Van den Berghe (1827-1880), Belgisch-Duits theaterartiest
- Augustin Van den Berghe (1756-1836), Zuid-Nederlands en Belgisch kunstschilder
- Caroline Van den Berghe (1969), Belgisch journaliste
- Christoffel van den Berghe (ca. 1590-1642 of later), (Zuid-)Nederlands kunstschilder
- Constant Van den Berghe (1808-1895), Belgisch ambtenaar, schrijver en Vlaams activist
- Dorothée Van Den Berghe (1969), Belgisch filmregisseur en scenarioschrijfster
- Ernest Van den Berghe (1897-1995), Belgisch politicus en Vlaams activist
- Florent Van den Berghe (1907-1992), Belgisch-Duits theaterartiest
- Frits Van den Berghe (1883-1939), Vlaams kunstschilder
- Georges Vandenberghe (1941-1983), Belgisch wielrenner
- Gerard Vandenberghe (1915-1998), Belgisch politicus
- Gie van den Berghe (1945), Belgisch historicus, ethicus en publicist
- Gust Van den Berghe (1985), Belgisch filmregisseur
- Henri Vandenberghe (1848-1932), Belgisch geestelijke
- Hugo Vandenberghe (1942), Belgisch politicus
- Hugo Van den Berghe (1943), Belgisch acteur en televisieregisseur
- Jan van den Berghe (?-1559), Zuid-Nederlands rederijker en dichter, ook bekend onder het pseudoniem van Jan van Diest
- Jan Van den Berghe (1887-1965), Belgisch-Duits decorschilder en theaterartiest
- Jan Van den Berghe (1942), Belgisch journalist, schrijver, acteur en televisiemaker
- Laurentius van den Berghe (1546/1548-1611), Zuid-Nederlands abt
- Lionel Vandenberghe (1943-2023), Belgisch politicus en bestuurder
- Louise Van den Berghe (?), Belgisch golfster
- Omer Vandenberghe (1899-1979), Belgisch politicus
- Paul Van den Berghe (1933), Belgisch bisschop
- Richard Van den Berghe (1895-1969), Belgisch-Duits theaterartiest
- Rik Vandenberghe (1953), Belgisch atleet
- Rik Vandenberghe (1961), Belgisch bankier
- Stefaan Vandenberghe (?), Belgisch dj, bekend onder het pseudoniem "Dr. Lektroluv"
- Steve Vandenberghe (1971), Belgisch politicus
- Thomas Vandenberghe (1985), Belgisch fotograaf
- Tideman van den Berghe (ca. 1325-na 1386), Zuid-Nederlands politicus
- Willem Van den Berghe (1858-1928), Belgisch-Duits theaterartiest en decorschilder
- Alicia Van den Berghe-Corveleyn (1905-2017), Belgisch honderdplusser
- Joseph François Van den Berghe de Binckum (1804-1872), Zuid-Nederlands en Belgisch edelman, politicus en industrieel
- Paul van den Berghe de Binckum (1770-1834), Zuid-Nederlands edelman en politicus
- Eugène van den Berghe de Limminghe (1797-1870), Zuid-Nederlands en Belgisch edelman en officier
- Willy Vanden Berghen (1939-2022), Belgisch wielrenner
- Eddy Van den Bleeken (1946), Belgisch atleet
- Frits Vanden Boer (1934-2012), Belgisch voetballer
- Paul Vanden Boeynants (1919-2001), Belgisch politicus en premier
- Mario Vandenbogaerde (1973), Belgisch darter
- Anthony Vanden Borre (1987), Belgisch voetballer
- Lucien Vandenborre (1930-2008), Belgisch politicus
- Mathias Vanden Borre (1987), Belgisch politicus
- Raymond Vandenborre (1931-2008), Belgisch atleet
- Ruben Vandenborre (1992), Belgisch filmproducent, regisseur en scenarist
- Tibo Vandenborre (1971), Belgisch acteur
- Conny Vandenbos (1937-2002), Nederlands zangeres
- Dirk Van Den Bosch (1961), Belgisch atleet
- Firmin Vandenbosch (1864-1949), Belgisch advocaat, rechter en schrijver
- Hypoliet van den Bosch (1926-2011), Belgisch voetballer
- Jan Van den Bosch (1984), Belgisch acteur
- Jean Van den Bosch (1898-1981), Belgisch wielrenner
- Jean Van den Bosch (1910-1985), Belgisch ambassadeur
- Karel van den Bosch (1810-1862), Zuid-Nederlands bisschop
- Michel Vandenbosch (1961), Belgisch dierenactivist en filosoof
- Paul Van Den Bosch (1957), Belgisch triatleet en sportcoach
- Pieter Van den Bosch (1927-2009), Belgisch voetballer
- Theo Van den Bosch (1913-1995), Belgisch acteur en komiek
- Tom Van Den Bosch (1985), Belgisch veldrijder
- Tony Van den Bosch (1944-2013), Belgisch journalist en presentator
- Aert van den Bossche (?), Zuid-Nederlands kunstschilder
- Agnes van den Bossche (tussen 1435 en 1440-rond 1504), Zuid-Nederlands kunstschilder
- Alain Van Den Bossche (1965), Belgisch wielrenner
- Arnout Van den Bossche (1974), Belgisch stand-upcomedian en burgerlijk ingenieur
- Balthasar van den Bossche (1681–1715), Zuid-Nederlands kunstschilder
- Bart Van den Bossche (1964-2013), Belgisch zanger en presentator
- Bart Van den Bossche (1968), Belgisch schrijver, bekend onder het pseudoniem Bart Koubaa
- Dany Vandenbossche (1956-2013), Belgisch advocaat, politicus en bestuurder
- Elodie Van den Bossche (1898-2007), Belgisch honderplusser
- Emil Van den Bossche (1849-1921), Belgisch beeldhouwer
- Fabio Van Den Bossche (2000), Belgisch wielrenner
- François Van den Bossche (1783-1858), Belgisch advocaat en politicus
- Freya Van den Bossche (1975), Belgisch politica
- Hubert Van den Bossche (1874-1957), Belgisch kunstschilder
- Jan Van den Bossche (1974), Belgisch presentator
- Karel Van den Bossche (1933-2017), Belgisch heemkundige en bestuurder
- Léon Van den Bossche (1841-1911), Belgisch politicus en diplomaat
- Luc Van den Bossche (1947), Belgisch politicus en bestuurder
- Martin Van Den Bossche (1941), Belgisch wielrenner
- Peter Van den Bossche (1959), Belgisch jurist en hoogleraar
- Pieter van den Bossche (ca. 1340-na 1387), Vlaams volksleider
- Roger Van den Bossche (1952), Belgisch voetballer
- Rudi Van Den Bossche (1957), Belgisch filmregisseur, scenarioschrijver en filmproducent
- Tom Vandenbossche (1989), Belgisch voetballer
- Walter Vandenbossche (1953), Belgisch politicus
- Willy Van den Bossche (1932-2011), Belgisch kanunnik
- Albert van den Brande (1890-1964), Belgisch redacteur en Vlaams activist
- Alfons Van den Brande (1928-2016), Belgisch wielrenner
- Frans Van den Brande (1912-1993), Belgisch acteur
- Joris Van den Brande (1979), Belgisch acteur, toneelschrijver en toneelregisseur
- Leopold M. Van den Brande (1947), Belgisch dichter
- Luc Van den Brande (1945), Belgisch politicus
- Renilde van den Brande (1913-2014), Belgisch kunsthistorica
- Tine Van den Brande (1968), Belgisch actrice, presentatrice en politica
- Frans Van den Branden (1914-2003), Belgisch syndicalist en politicus
- Frans Jozef Peter van den Branden (1837-1922), Belgisch schrijver
- Sascha Van den Branden (1989), Belgisch zwemster
- Adrien van den Branden de Reeth (1899-1980), Belgisch edelman, politicus en magistraat
- Félix van den Branden de Reeth (1809-1867), Belgisch edelman en politicus
- Jean van den Branden de Reeth (1762-1826), Zuid-Nederlands edelman
- Jan Van Den Broeck (1989), Belgisch atleet
- Jurgen Van den Broeck (1983), Belgisch wielrenner
- Laurien Van den Broeck (1988), Belgisch actrice
- Naomi Van Den Broeck (1996), Belgisch atlete
- Walter van den Broeck (1941-2024), Belgisch schrijver
- Bruno Vanden Broecke (1974), Belgisch acteur
- Raymond Van den broecke (1895-1959), Belgisch politicus
- Arnoldus Johannes Petrus van den Broek (1877-1961), Nederlands anatoom en fysisch antropoloog
- Stefan Van Den Broek (1972), Belgisch atleet
- Christiaan Vandenbroeke (1944-2007), Vlaams geschiedkundige en politicus
- Georges Vandenbroele (1900-1975), Belgisch atleet
- André Vanden Broucke (1928-2007), Belgisch vakbondsbestuurder
- Frank Vandenbroucke (1955), Belgisch politicus
- Frank Vandenbroucke (1974-2009), Belgisch wielrenner
- Jan Vandenbroucke (1950), Belgisch geneeskundige, methodoloog en epidemioloog
- Jean-Denis Vandenbroucke (1976), Belgisch wielrenner
- Jean-Luc Vandenbroucke (1955), Belgisch wielrenner
- Johan Vandenbroucke (1961), Belgisch literair journalist
- Joris Vandenbroucke (1976), Belgisch politicus
- Niels Vandenbroucke (1991), Belgisch voetballer
- Saartje Vandenbroucke (1996), Belgisch wielrenster
- Albert Van den Bruele (1885-1943), Belgisch redacteur, politicus en Vlaams activist
- Brian Vandenbussche (1981), Belgisch voetbaldoelman
- Cyriel Van den Bussche (1853-1930), Belgisch politicus
- Hanna Vandenbussche (1987), Belgisch atlete
- Marleen Van den Bussche (1957), Belgisch politica
- Paul Vandenbussche (1921-2011), Belgisch administrateur-generaal BRT
- Victor Van den Bussche (1824-1887), Belgisch politicus
- Roland vanden Dorpe, Belgisch boekhandelaar, drukker en uitgever
- Aureel Vandendriessche (1932-2023), Belgisch atleet
- Bart Vandendriessche (1953), Belgisch politicus
- Ernest Van den Driessche (1894-1985), Belgisch kunstschilder
- Femke Van den Driessche (1996), Belgisch veldrijdster
- Francky Vandendriessche (1971), Belgisch voetballer en voetbalcoach
- Jan Vandendriessche (1961), Belgisch krachtballer en atleet
- Johan Van den Driessche (1953-2025), Belgisch politicus en bestuurder
- Johan Vandendriessche (1958), Belgisch muzikant
- Kévin Vandendriessche (1989), Frans voetballer
- Kurt Vandendriessche (1975), Belgisch acteur
- Louis Vandendriessche (1890-1972), Belgisch politicus
- Nick Vandendriessche (1970), Belgisch dirigent, muziekpedagoog en eufoniumspeler
- Pol Van Den Driessche (1959), Belgisch journalist, schrijver en politicus
- Saartje Vandendriessche (1975), Belgisch actrice, presentatrice en omroepster
- Tom Vandendriessche (1978), Belgisch politicus
- Wim Van Den Driessche (1969), Belgisch acteur
- Jean Van den Eeckhoudt (1875-1946), Belgisch kunstschilder
- Jerry Van den Eede (1973), Belgisch atleet
- Hugo Van den Enden (1938-2007), Vlaams germanist, filosoof en ethicus
- Alfons Van den Eynde (1919-2007), Belgisch smid en uitvinder
- Bastiaan Van den Eynde (2000), Belgisch basketballer
- Bjorn Van den Eynde (1984), Belgisch schrijver en scenarist
- Charlotte Vanden Eynde (1975), Belgisch danseres, choreografe en actrice
- Ferdinand van den Eynde (17e eeuw-1674), Zuid-Nederlands ondernemer en bankier
- Francis Van den Eynde (1946-2021), Belgisch politicus
- Frans Van den Eynde (1923-2021), Belgisch politicus
- Guillaume Van Den Eynde (1884-1948), Belgisch voetballer
- Hubrecht van den Eynde (1593-1662), Zuid-Nederlands beeldhouwer
- Isolde Van den Eynde (1986), Belgische journaliste
- Jack Van den Eynde (1914-1993), Belgisch voetballer
- Jacob van den Eynde (ca. 1515-ca. 1570), Nederlands staatsman
- Jan van den Eynde (begin 17e eeuw-1674), Zuid-Nederlands ondernemer en bankier
- Jan Van den Eynde (1888-1984), Belgisch politicus
- Jef Van den Eynde (1879-1929), Belgisch studentenleider en Vlaams activist
- Joris Van den Eynde (1948), Belgisch acteur
- Louis Van den Eynde (1881-1966), Belgisch kunstschilder en graficus
- Lucas Van den Eynde (1959), Belgisch acteur
- Marleen Van den Eynde (1965-2018), Belgisch politica
- Mon Vanden Eynde (1924–1989), Belgisch atletiekcoach
- Niels Van den Eynde (2000), Belgisch basketballer
- Oscar Van den Eynde (1867-1936), Belgisch wielrenner
- Sébastien Van Den Eynde (1992), Belgisch voetballer
- Stanley Van den Eynde (1909-1994), Belgisch voetballer
- Willem Van den Eynde (1990), Belgisch wielrenner
- Willy Van den Eynde (1943), Belgisch wielrenner
- Wim Van den Eynde (1966), Belgisch journalist
- Oscar van den Eynde de Rivieren (1864-1950), Belgisch politicus
- Jan Van den Eynden (1918-1996), Belgisch syndicalist en politicus
- Jean-Claude Vanden Eynden (1947), Belgisch pianist
- Peter Van den Eynden (1967), Belgisch atleet
- Marc Van den Hoof (1946-2024), Belgisch radiopresentator, docent en columnist
- Jozef Vanden Kerckhove (1667-1724), Zuid-Nederlands kunstschilder
- Maurice Van den Kerckhove (1878-1952), Belgisch ondernemer en politicus
- Melchior van den Kerckhove (?-1619), Zuid-Nederlands admiraal, ontdekkingsreiziger en piraat
- Abraham van den Kerckhoven (1619-1701), Zuid-Nederlands componist en organist
- Ludo van den Maagdenberg (1930-2013), Belgisch politicus
- Leen Van den Neste (1966), Belgisch bankier
- Marilou Vanden Poel-Welkenhuysen (1941), Belgisch politicus
- Herman Van den Reeck (1901-1920), Belgisch pacifist en Vlaams activist
- Alphonse Vandenrydt (1927), Belgisch atleet
- Constant Vanden Stock (1914-2008), Belgisch voetballer, trainer en voorzitter van Anderlecht
- Octave Van den Storme (1899-1987), Belgisch politicus
- Willy Vandenwijngaerden (1945), Belgisch atleet
- Charles Vanden Wouwer (1916-?), Belgisch voetballer
- Kurt Van De Paar (1978), Belgisch voetballer
- Babette Vandeput (1998), Belgisch atlete
- Steven Vandeput (1967), Belgisch politicus en ondernemer
- Tom Vandeput (1983), Belgisch politicus
- Yannick Vandeput (1994), Belgisch zwemmer
- Aurèle Vandeputte (1995), Belgisch atleet
- Robert Vandeputte (1908-1997), Belgisch minister en gouverneur Nationale Bank van België
- Tony Vandeputte (1946), Belgisch bestuurder
- Maurice Vander, pseudoniem van Maurice Vanderschueren (1929-2017), Frans pianist
- Frans Van der Aa, Vlaams-Belgisch acteur
- Marcel Van der Aa (1924-2002), Vlaams-Belgisch politicus
- Jan Van Der Auwera (1924-2004), Belgisch voetballer
- Nini Van der Auwera (1929-2022), Belgisch actrice
- James Van Der Beek (1977), Amerikaans acteur
- Robin Vanderbemden (1994), Belgisch atleet
- Alain Van der Biest (1943-2002), Waals politicus
- Cornelius Vanderbilt (1794-1877), Amerikaans ondernemer en magnaat
- William Henry Vanderbilt (1821-1885), Amerikaans ondernemer en magnaat
- Antoine Vanderborght (1857-1931), Belgisch politicus
- Frans Vanderborght (1929-2013), Belgisch syndicalist en politicus
- Auguste Van der Brugge (1877-1944), Belgisch syndicalist en politicus
- Hannes Van der Bruggen (1993), Belgisch voetballer
- Ignace Van der Cam (1941), Belgisch atleet
- Christa Vandercruyssen (1961), Belgisch atlete
- Sophie van der Does de Willebois (1891-1961), Nederlands keramiste
- André Van der Elst (1952-2021), ook wel Walli, Belgisch stripauteur
- Anselme Vander Elst (1809-1871), Belgisch ondernemer en politicus
- Claes van der Elst (ca. 1493-1528), Zuid-Nederlands geestelijke
- Elise Vanderelst (1998), Belgisch atlete
- François Van der Elst (1954-2017), Belgisch voetballer
- Franky Van der Elst (1961), Belgisch voetballer
- Frans Van der Elst (1920-1997), Belgisch advocaat en politicus
- Hans Vander Elst (1972), Belgisch voetbalcoach
- Jan-Baptist Vanderelst (1816-1897), Belgisch politicus
- Joël Vander Elst (1967), Belgisch politicus
- Joseph Julien Marie Ignace van der Elst (1896-1971), Belgisch diplomaat, kunstverzamelaar en auteur
- Leo Van Der Elst (1962), Belgisch voetballer
- Léon van der Elst (1856-1933), Belgisch ambtenaar
- Dirk Vanderherten (1957), Belgisch atleet
- Helle Vanderheyden (1990), Belgisch actrice
- Jaak Vanderheyden (1929-2017), Belgisch kunstschilder
- Jacobus Cornelis Johannes (JCJ) Vanderheyden (1928-2012), Nederlands kunstenaar
- Jan Vanderheyden (1890-1961), Belgisch filmregisseur en filmproducent
- Jan F. Vanderheyden (1903-1987), Belgisch bibliothecaris en hoogleraar
- Kris Vanderheyden (1990), Belgisch muzikant, muziekproducent en dj
- Victor Vanderheyden (1933-2003), Belgisch syndicalist en politicus
- Édouard Vanderheyden à Hauzeur (1799-1863), Belgisch industrieel en politicus
- Lambert Vanderheyden à Hauzeur (1787-1843), Belgisch edelman en politicus
- Peter Vanderkaay (1984), Amerikaans zwemmer
- Frank Vander linden (1962), Belgisch zanger, muzikant en journalist
- Frans Van der Linden (1894-1918), Belgisch militair
- Gérard van der Linden (1830-1911), Belgisch beeldhouwer
- Gijs Van der Linden (?), Belgisch tenor
- Gustaaf Van der Linden (1881-1955), Belgisch politicus
- Joseph Van der Linden (1798-1877), Belgisch politicus
- Julien Van Der Linden (1848-1911), Belgisch politicus
- Klaas Van der Linden (1986), Belgisch kunstschilder
- Ludo Van Der Linden (1951-1983), Belgisch wielrenner
- Marc Van Der Linden (1964), Belgisch voetballer
- Marc Van der Linden (1959), Belgisch politicus
- Mike Van der Linden (1991), Belgisch voetballer
- Pedro Vander Linden (1804-1860), Belgisch-Mexicaans arts en generaal
- Pièrre Léonard Vander Linden (1797-1831), Zuid-Nederlands en Belgisch entomoloog
- Edmond van der Linden d'Hooghvorst (1840-1890), Belgisch edelman en politicus
- Emmanuel van der Linden d'Hooghvorst (1781-1866), Zuid-Nederlands en Belgisch edelman en politicus
- Joseph van der Linden d'Hooghvorst (1782-1845), Zuid-Nederlands en Belgisch edelman en politicus
- Pauline van der Linden d'Hooghvorst (1814-1867), Zuid-Nederlands en Belgisch edelvrouw
- Bea Van der Maat (1960-2023), Belgisch zangeres, presentatrice en actrice
- Everhard van der Marck (1472-1538), Zuid-Nederlands geestelijke
- Willem I van der Marck Lumey (ca. 1446-1485), Zuid-Nederlands edelman en militair
- Willem II van der Marck Lumey (1542-1578), Zuid-Nederlands edelman en admiraal
- Anke Van dermeersch (1972), Belgisch politica en Miss België
- Peter Vandermeersch (1961), Vlaams journalist
- Gustave Van der Mensbrugghe (1835-1911), Belgisch natuurkundige
- Harry Vandermeulen (1928-2022), Belgisch gouverneur
- Adolphus Van der Moeren (1836-1913), Belgisch kanunnik
- Kevin Van der Perren (1982), Belgisch kunstschaatser
- Thomas Van Der Plaetsen (1990), Belgisch atleet
- Evi Van der Planken (1979), Belgisch politica
- Adrie van der Poel (1959), Nederlands wielrenner
- Mathieu van der Poel (1995), Nederlands wielrenner
- Arianna Vanderpool-Wallace (1990), Bahamaans zwemster
- Jean Van der Sande (1934), Belgisch syndicalist en politicus
- Tosh Van der Sande (1990), Belgisch wielrenner
- Werther Vander Sarren (1941-2020), Belgisch acteur
- Luc Vanderschommen (1954-2023), Beligsch voetballer
- Jacques Vandersichel (1932-2012), Vlaams journalist
- André Vanderstappen (1934), Belgisch doelman
- Frans Van der Steen (1911-1996), Belgisch atleet
- Willy Vandersteen (1913-1990), Vlaams striptekenaar
- An Vanderstighelen (?), Belgisch actrice
- Clement Vanderstraeten (1824-1894), Belgisch politicus
- Yves Van Der Straeten (1971), Belgisch voetballer
- Louis Van der Swaelmen (1883-1929), Belgisch stedenbouwkundige en tuinarchitect
- Emile Vandervelde (1866-1936), Belgisch politicus
- Jan van der Ven (1876-1925), Belgisch schrijver en Vlaams activist
- Walter Van der Ven (1884-1950), Belgisch kunstenaar en illustrator
- Fred Vandervennet (1952), Belgisch atleet
- Tine van der Vloet (1978), Belgisch politica
- Michiel van der Voort (1667-1737), Zuid-Nederlands beeldhouwer
- Michiel van der Voort (1812-1867), Vlaams activist
- Joseph Vander Wee (1902-1978), Belgisch atleet en politicus
- Michel Van Dessel (1927-2018), Belgisch politicus
- Jessica Van de Steene (1983), Belgisch atlete
- Anton van de Velde (1895-1983), Belgisch (toneel)schrijver en regisseur
- Arno Van de Velde (1995), Belgisch volleyballer
- Auguste Van de Velde (1885-1970), Belgisch politicus
- Camiel Van de Velde (1903-1985), Belgisch atleet
- Chloé Vande Velde (1997), Belgisch voetbalster
- Christian Vande Velde (1976), Amerikaans wielrenner
- Cis Van de Velde (1926-2013), Belgisch architect, kunstschilder en graficus
- Ditte Van de Velde (ca. 1963), Belgisch redactrice
- Frans Van De Velde (1909-2002), Belgisch missionaris en antropoloog
- Frans Van De Velde (1933-2017), Belgisch acteur
- Hector Vandevelde (1889-1946), Belgisch uitgever en folklorist
- Hedwig Van de Velde (1940), Belgisch schrijver
- Henry Van de Velde (1863-1957), Belgisch kunstschilder, architect, industrieel vormgever, mode-, interieur- en meubelontwerper
- Herman Van de Velde (1954), Belgisch ondernemer en bestuurder
- Heymeric van de Velde (1395-1460), Zuid-Nederlands filosoof en theoloog
- Jaak van de Velde (1817-1893), Belgisch schrijver, taalkundige, journalist en Vlaams activist
- Jacob Olivier Van de Velde (1795-1855), Zuid-Nederlands geestelijke, missionaris en bisschop
- Jacques Van De Velde (1895-1983), Belgisch voetballer
- Jan Frans Van de Velde (1743-1823), Zuid-Nederlands theoloog, bibliothecaris en hoogleraar
- Jan Frans Van de Velde (1779-1838), Zuid-Nederlands en Belgisch bisschop
- Jean van de Velde (1966), Frans golfer
- Jean-Pierre Vande Velde (1955), Belgisch voetballer en voetbaltrainer
- Jeroom Van de Velde (1930-2018), Belgisch magistraat
- Joeri Van de Velde (1971), Belgisch voetbalscheidsrechter
- John Vande Velde (1950), Amerikaans wielrenner en bestuurder
- Joke van de Velde (1979), Belgisch model en presentatrice, Miss België 2000
- Jozef Van De Velde (1871-1939), Belgisch dokter en Vlaams activist
- Julie Van de Velde (1993), Belgisch wielrenster
- Lieven Van de Velde (1850-1888), Belgisch ontdekkingsreiziger
- Leon Van de Velde (1947), Belgisch stripauteur, bekend onder het pseudoniem Pirana
- Louis Van de Velde (1926-2001), Belgisch politicus
- Lucien Van de Velde (1931-2013), Belgisch advocaat en politicus
- Marcel Van de Velde (1898-1964), Belgisch schrijver en uitgever
- Paul Van de Velde (1922-1972), Belgisch televisiepresentator
- Peter Van de Velde (1643-na 1723), Zuid-Nederlands kunstschilder
- Peter Van de Velde (1967), Belgisch acteur
- Peter Van de Velde (1972), Belgisch organist
- Rik Vande Velde (1963), Belgisch voetballer en voetbaltrainer
- Rinus Van de Velde (1983), Belgisch kunstenaar
- Rob Van de Velde (1967), Belgisch politicus
- Roger van de Velde (1925-1970), Belgisch schrijver
- Theo Van de Velde (1921-2005), Belgisch kunstschilder en tekenaar
- Tibo Van de Velde (1993), Belgisch voetballer
- Tim Van de Velde (2000), Belgisch atleet
- Tommie Van de Velde (1978), Belgisch atleet en arts
- Walter Van de Velde (1950), Belgisch acteur, regisseur en tekstschrijver
- Wannes Van de Velde (1937-2008), Belgisch zanger, dichter en beeldend kunstenaar
- Ward Van de Velde (1930-2010), Belgisch (baan)wielrenner
- Wim Van de Velde (1968), Belgisch acteur
- Yannick Van de Velde (1990), Belgisch pianist
- Birger Van de Ven (1982), Belgisch voetballer
- Eddy Van de Ven (?), Belgisch voetbalcoach
- Jean van de Ven (1671-1722), Zuid-Nederlands politicus, ambtenaar en edelman
- Ria Van de Ven (1947), Belgisch schrijfster
- Wim Vandeven (1965), Belgisch kinesitherapeut, hordeloper en sporttrainer
- Aloïs Van de Voorde (1932), Belgisch ambtenaar en bestuurder
- Bob Van de Voorde (?), Belgisch redacteur
- Frédéric Van De Voorde (1860-1924), Belgisch syndicalist en politicus
- Mark Van de Voorde (1947), Belgisch journalist
- René Vande Voorde (1912-?), Belgisch atleet
- Simon Van de Voorde (1989), Belgisch volleybalspeler
- Stijn Van de Voorde (1977), Belgisch radiopresentator
- Urbain Van de Voorde (1993-1966), Belgisch schrijver en dichter
- Irma Van de Voorde-Notteboom (1897-2007), Belgisch honderdplusser, oudste Belg
- André Van de Vyver (1949), Belgisch politicus
- Jurgen Van De Walle (1977), Belgisch wielrenner
- Marcel Vandewattyne (1924-2009), Belgisch atleet
- Tom Van de Weghe (1975), Belgisch journalist
- Hervé van de Werve d'Immerseel (1921-2013), Belgisch politicus
- Ernest Van De Wiele (1920-1980), Belgisch politicus
- Eric Van De Wiele (1952), Belgisch wielrenner
- Isidoor Van de Wiele (1924-2010), Belgisch atleet
- Jürgen Vandewiele (1974), Belgisch atleet
- Mieke Van De Wiele (1952), Belgisch politica en bestuurder, beter bekend onder de naam Mieke Offeciers(-Van De Wiele)
- Ignace Van de Woestyne (1962), Vlaams wiskundige en statisticus
- Robert Van Deynse (1927-1996), Vlaams schrijver
- Edouard Vandezande (1932), Belgisch atleet
- Casper Van Dien (1968), Amerikaans acteur
- Hendrik van Diependaele (midden 15e eeuw-1509), Zuid-Nederlands glazenier
- Aleidis van Diest (?), Zuid-Nederlands abdis
- Everhard van Diest (?-1301), Zuid-Nederlands geestelijke en prins-bisschop van Münster
- Gillis Coppens van Diest (ca. 1496-1572), Zuid-Nederlands drukker
- Isala Van Diest (1842-1916), Belgisch arts en feministe
- Jan van Diest (?-1340), Zuid-Nederlands bisschop
- Jan van Diest (?-1559), Zuid-Nederlands rederijker en dichter; pseudoniem van Jan van den Berghe
- Matthieu Vandiest (1982), Belgisch atleet
- Peter van Diest (?), Zuid-Nederlands geestelijke en schrijver
- Willem II van Diest (?-1439), bisschop van Straatsburg
- Wim Van Diest (1977), Belgisch voetballer
- Louis Van Dievel (1953), Vlaams journalist en schrijver
- Dirk Van Dijck (1952), Belgisch acteur
- Edward Van Dijck (1918-1977), Belgisch wielrenner
- Egidius Van Dijck (1686-1724), Zuid-Nederlands theoloog
- Ernest Van Dijck (1861-1923), Belgisch tenor
- Hilde Van Dijck (1957), Belgisch atlete
- Kris Van Dijck (1963), Belgisch politicus
- Leen van Dijck (1953), Belgisch schrijfster en ambtenaar
- Raymond Van Dijck (1935-1997), Belgisch atleet
- Rikkert Van Dijck (1949), Belgisch acteur
- Theodoor van Dijck (1771-1799), Zuid-Nederlands verzetsstrijder
- William Van Dijck (1961), Belgisch atleet
- Wim Van Dijck (1969), Belgisch politicus
- Leopold Vandille (1929-2013), Belgisch politicus
- Bernardina Van Dommelen (1899-2010), Belgisch oudste ingezetene
- Nele Van Doninck (1982), Belgisch atlete
- Jeremy Vandoorne (1986), Belgisch acteur en model
- Bart Van Doorne (197?-2025), Belgisch journalist
- Raymond Van Doren (1906-1991), Belgisch kunstenaar
- Michel Van Dousselaere (1947-2021), Vlaams acteur en regisseur
- Sylvia Van Driessche (1976), Belgisch redactrice
- Lander Van Droogenbroeck (1983), Belgisch atleet
- Dirk Van Duppen (1956-2020), Vlaams politicus
- Wilfried Van Durme (1931-2015), Belgisch politicus
- Florimond van Duyse (1843-1910), Belgisch componist, schrijver en etnomusicoloog
- Prudens van Duyse (1804-1859), Belgisch archivaris, dichter en Vlaams activist
- Albert Van Dyck (1902-1951), Vlaams kunstschilder
- Jeroen Van Dyck (1980), Belgisch acteur
- Louis Van Dyck (1924-2011), Belgisch politicus
- Tom Van Dyck (1972), Belgisch acteur en regisseur
- Tony Van Dyck (1922-2009), Belgisch SS-officier
- Barry Van Dyke (1951), Amerikaans acteur (zoon van Dick van Dyke)
- Dick Van Dyke (1925), Amerikaans acteur en presentator

## Vane
- Henry John Neville Vane (1923-2016), Brits baron
- John Robert Vane (1927-2004), Brits biochemicus
- Pierre Vaneck (1931-2010), Frans/Belgisch acteur
- Piet Van Eeckhaut  (1939-2014), Belgisch advocaat en politicus
- Lukas Van Eenoo (1991), Belgisch voetballer
- Peter Van Eenoo (1973), Belgisch bio-ingenieur en dopingjager
- Romain Van Eenoo (1934), Belgisch hoogleraar en historicus
- Edmond van Eetvelde (1852-1925), Belgisch diplomaat
- Ilse Van Eetvelde (1972), Belgisch politica
- Miranda Van Eetvelde (1959), Belgisch politica
- Jozef Van Eetvelt (1937), Belgisch politicus
- Karel Van Eetvelt (1966), Belgisch bestuurder van een ondernemersorganisatie
- Jos Van Elewijck (1929-2025), Belgisch journalist en politicus
- Ann Van Elsen (1979), Vlaams model en presentatrice
- Herman Van Elsen (1926-2013), Belgisch politicus
- Koen Van Elsen (1962), Belgisch politicus
- Viviane Van Emelen (1953), Belgisch atlete
- Joe Vanenkhuizen (1939), Nederlands jazzmusicus en componist
- Dirk Van Esbroeck (1946-2007), Belgisch zanger en muzikant
- Jan Van Esbroeck (1968), Belgisch politicus
- Leopold Van Esbroeck (1911-2010), Belgisch beeldhouwer en kunstschilder
- Edward Van Even (1821-1905), Belgisch historicus, archivaris, toneelschrijver en letterkundige
- Jef Van Extergem (1898-1945), Belgisch verzetsstrijder en Vlaams activist
- Christian Van Eyken (1954), Belgisch politicus
- Staf Van Eyken (1951), Belgisch crimineel
- Edward Van Eyndonck (1880-1953), Belgisch vakbondsbestuurder en politicus

## Vanf
- James Van Fleet (1882-1992), Amerikaans officier

## Vang
- Bee Vang (1991), Amerikaans acteur
- Chad VanGaalen (1977), Canadees muzikant en illustrator
- Zenobie Vangansbeke (1992), Belgisch atlete
- Jonas Van Geel (1984), Belgisch acteur
- Jos Van Geel (1955), Belgisch acteur
- Sarah Vangeel (1981), Belgisch actrice
- Julie Van Gelder (1993), Belgisch acrogymnaste
- Rudy Van Gelder (1924-2016), Amerikaans geluidstechnicus
- Vangelis (1943-2022), Grieks componist, muzikant en multi-instrumentalist
- Guido Van Genechten (1957), Belgisch schrijver en illustrator
- Jonas Van Genechten (1986), Belgisch wielrenner
- Julien Van Genechten (1934-2014), Belgisch atleet
- Richard Van Genechten (1930-2010), Belgisch wielrenner
- Robert van Genechten (1895-1945), Belgisch-Nederlands jurist, econoom, bestuurder, journalist, hoogleraar en Vlaams activist
- Walterus Franciscus Van Genechten (1768-1855), Zuid-Nederlands en Belgisch koopman, advocaat, rechter en politicus
- Yentl Van Genechten (2000), Belgisch voetballer
- Lieven Van Gerven (1928-2002), Belgisch hoogleraar en bestuurder
- Walter Van Gerven (1935-2015), Belgisch advocaat, hoogleraar en advocaat-generaal bij het Europees Hof van Justitie
- Willy Van Gerven (1897-1969), Belgisch advocaat en politicus
- Maria Van Gestel (1961), Belgisch atlete
- Gino Van Geyte (1967), Belgisch atleet
- Terry Van Ginderen (1931-2018), Vlaams presentatrice en zakenvrouw
- Adolphe Van Glabbeke (1904-1959), Belgisch syndicalist en politicus
- Ernest Van Glabbeke (1868-1947), Belgisch politicus
- Patrick Van Gompel (1957), Vlaams journalist
- Jef Van Gool (1935-2022), Belgisch voetballer
- Paul Van Grembergen (1937-2016), Belgisch politicus
- Ruben Van Gucht (1986), Vlaams sportjournalist

## Vanh

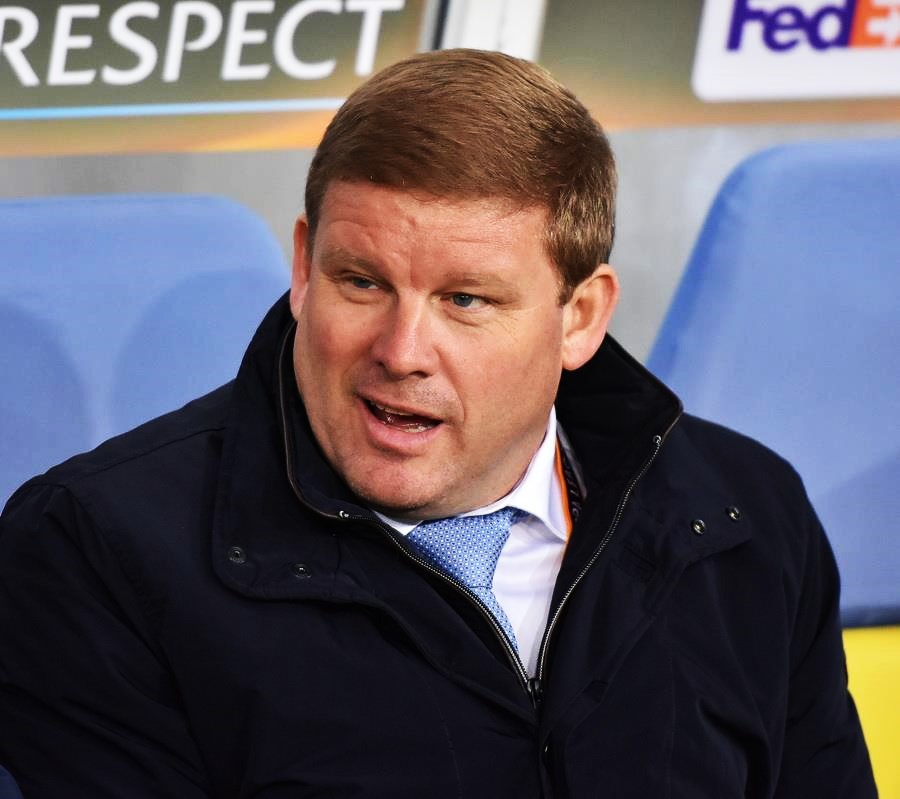
Hein Vanhaezebrouck

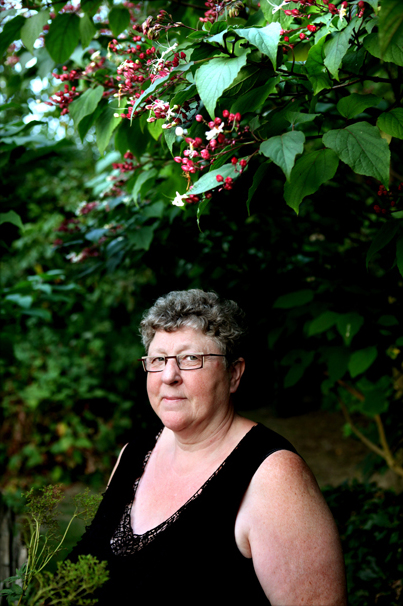
Mieke Van Hecke

- Joris Vanhaelewyn (1936-2022) Belgisch pedagoog
- Stef Vanhaeren (1992), Belgisch atleet
- Lodewijk Van Haecke (1829-1912), Belgisch rooms-katholiek priester en publicist
- Hein Vanhaezebrouck (1964), Belgisch voetbalcoach
- Alex Van Halen (1953), Nederlands-Amerikaans drummer
- Eddie Van Halen (1955-2020), Nederlands-Amerikaans gitarist
- Wolfgang Van Halen (1991), Amerikaans muzikant
- Jean Van Hamme (1939), Belgisch stripauteur
- Leopold Van Hamme (1949), Belgisch atleet
- Cyrille Van Hauwaert (1883-1974), Belgisch wielrenner
- Oscar Van Hauwaert (1868-1961), Belgisch onderwijzer, politicus en bestuurder
- Aimé Van Hecke (1959), Belgisch bestuurder
- Alfred Van Hecke (1879-1939), Belgisch burgemeester
- Firmin Van Hecke (1884-1961), Belgisch schrijver
- Françoise Vanhecke (1957), Belgisch sopraan, componiste en muziekpedagoge
- Frank Vanhecke (1959), Belgisch politicus
- Geert Van Hecke (1956), Belgisch topkok
- Jan Van Hecke (1970), Belgisch acteur
- Johan Van Hecke (1954), Belgisch politicus
- Johan Vanhecke (1957), Belgisch filoloog en schrijver
- Manu Van Hecke (1951), Belgisch abt
- Marleen Vanhecke (1972), Belgisch journaliste en televisiepresentatrice
- Mieke Van Hecke (1947), Belgisch politicus en directeur-generaal van het Vlaams Secretariaat van het Katholiek Onderwijs
- Preben Van Hecke (1982), Belgisch wielrenner
- Stefaan Van Hecke (1973), Belgisch politicus
- Willem Van Hecke (1893-1976), Belgisch kunstschilder
- Alfons Van Hee (1846-1903), Belgisch priester en Vlaams activist
- Edmond Van Hee (1841-1913), Belgisch politicus
- Georges Van Hee (1881-1966), Belgisch politicus
- Joseph Van Hee (1916-2003), Belgisch advocaat en politicus
- Kim Van Hee (1978), Belgisch zangeres, bekend onder het pseudoniem Kim Kay
- Marie-José Van Hee (1950), Belgisch architecte
- Miriam Van hee (1952), Belgisch dichteres
- Charles Van Hees (1986), Belgisch atleet
- Werner Van Heetvelde (1963), Belgisch vakbondsbestuurder
- Dries Vanhegen (1967), Belgisch acteur, scenarist en auteur
- Jean van Heijenoort (1912-1986), Frans wiskundige, logicus en trotskistisch activist
- Armand Van Helden (1970), Amerikaans dj en muziekproducent
- Catharina Van Hemeldonck (1884-1960), Belgisch politica
- Emiel van Hemeldonck (1897-1981), Belgisch schrijver
- Marijke Van Hemeldonck (1931), Belgisch politica
- Fernand Vanhemelryck (1940), Belgisch schrijver, hoogleraar en bestuurder
- Monique Vanherck (1946), Belgisch atlete
- Rita Vanherck (1946), Belgisch atlete
- André Van Herpe (1933), Belgisch voetballer
- Eric Van Herreweghe (1956), Belgisch acteur
- Maurice Van Herreweghe (1923-1988), Belgisch syndicalist en politicus
- Mieke Van Herreweghe (1965), Belgisch taalkundige en hoogleraar
- Steven Van Herreweghe (1977), Belgisch televisiepresentator en acteur
- Tom Van Herreweghe (1968), Belgisch politicus
- Daniël Vanhessche (1960), Belgisch politicus
- Hanne Van Hessche (1991), Belgisch atlete
- Willy Vanheste (1938-2007), Belgisch politicus
- Raymond van het Groenewoud (1950), Belgisch zanger, gitarist en pianist
- Josse Van Heupen (1913-1985), Belgisch politicus
- Jozef Van Heupen (1887-1952), Belgisch vakbondsbestuurder en politicus
- Paul Van Hoeydonck (1925-2025), Belgisch kunstenaar
- Kamiel Vanhole (1954-2008), Vlaams (toneel)schrijver, scenarioschrijver, vertaler en (vredes)activist
- Bruno Van Hollebeke (1817-1892), Belgisch kunstschilder
- Herman Van Holsbeeck (1954), Belgisch voetbalbestuurder
- Seppe Van Holsbeke (1988), Belgisch schermer
- Andy Van Hoof (1996), Belgisch voetballer
- Ben Van Hoof (?), Belgisch acteur
- Brit Van Hoof (1986), Belgisch actrice
- Eddy Van Hoof (ca. 1953), Belgisch korfballer en korfbalcoach
- Elke Vanhoof (1991), Belgisch BMX-ster
- Els Van Hoof (1969), Belgisch politica en bestuurster
- Fi Van Hoof (1941), Belgisch voetballer
- Guido Van Hoof (1926-2022), Belgisch journalist en schrijver
- Guy van Hoof (1943), Belgisch dichter
- Iris Van Hoof (1978), Belgisch zangeres en presentatrice
- Jasmijn Van Hoof (1991), Belgisch actrice
- Jean Van Hoof (1934), Belgisch atleet
- Jef Van Hoof (1886-1959), Belgisch componist en Vlaams activist
- Jef Van Hoof (1928-1986), Belgisch kunstschilder
- Jens Van Hoof (1985), Belgisch korfballer
- Jules Van Hoof (1892), Belgisch politicus
- Silke Van Hoof (1990), Belgisch zwemster
- Willem Van Hoof (1979), Belgisch atleet
- Camille Van Hoorden (1879-?), Belgisch voetballer
- Charles Van Hoorebeke (1790-1821), Zuid-Nederlands botanicus
- Emiel Van Hoorebeke (1907-1972), Belgisch politicus
- Emile Van Hoorebeke (1816-1884), Belgisch politicus, advocaat en hoogleraar
- Jolien Van Hoorebeke (1994), Belgisch atlete
- Karel Van Hoorebeke (1950), Belgisch politicus
- Albert Van Hoorn (1947), Belgisch atleet
- Tom Van Hooste (1972), Belgisch atleet
- Louis Van Hooveld (1876-1955), Belgisch politicus en syndicalist
- Stephanie Van Houtven (1983-2023), Belgisch politica
- Fred Van Hove (1937-2022), Belgisch jazzmusicus
- Kathleen Van Hove (1973), Belgisch atlete
- Peter Van Hove (1981), Belgisch atleet
- Albert Vanhoye (1923-2021), Frans kardinaal
- Arthur Van Huffelen (1884-1944), Belgisch arts en bestuurder
- Willy Vanhuylenbroeck (1956), Belgisch atleet

## Vani
- Lucien Van Impe (1946), Belgisch wielrenner
- Joseph Van Ingelgem (1912-1989), Belgisch voetballer
- Hubert Van Innis (1866-1961), Belgisch boogschutter
- Karel Van Isacker (1913-2010), Belgisch jezuïet en historicus
- August Vanistendael (1917-2003), Belgisch syndicalist
- Frans Vanistendael (1948-2021), Belgisch jurist en hoogleraar
- Geert van Istendael (1947), Belgisch schrijver, dichter, essayist, publicist, vertaler, journalist en nieuwslezer (pseudoniem van Geert Vanistendael)
- Judith Vanistendael (1974), Belgisch striptekenares en illustratrice

## Vank
- Erik Vankeirsbilck (1935-2017), Belgisch politicus
- Anne-Mie Van Kerckhoven (1951), Belgisch kunstenares
- Eduardus Van Kerckhoven (1874-1952), Belgisch politicus
- Jan van Kerckhoven (?), Belgisch journalist en redacteur
- Johan Polyander van Kerckhoven (1568-1646), (Zuid-)Nederlands theoloog, predikant en hoogleraar
- Jonas Van Kerckhoven (1994), Belgisch voetballer
- Nico Van Kerckhoven (1970), Belgisch voetballer
- Pieter Frans van Kerckhoven (1818-1857), Belgisch schrijver en Vlaams activist
- Bob Van Kerkhoven (1924), Belgisch voetballer
- Firmin Van Kerrebroeck (1922-2011), Belgisch veldrijder
- Oscar Vankesbeeck (1886-1943), Vlaams politicus en sportbestuurder
- Patrick Van Kets (1966-2022), Belgisch voetballer en coach
- Krijn Van Koolwijk (1981), Belgisch atleet
- Luc Vankrunkelsven (1956-2023), Belgisch geestelijke en missionaris
- Patrik Vankrunkelsven (1957), Belgisch arts, docent en politicus

## Vanl
- Toon Vanlaere (1946), Vlaams dichter
- Isabelle Van Laerhoven (?), Belgisch grafisch vormgeeftser
- Jean Van Laerhoven (1879-1959), Belgisch syndicalist en politicus
- Hans Van Laethem (1960-2025), Belgisch stadsomroeper van Ninove
- Julien Van Laethem (1923-2013), Belgisch politicus
- Ricky Valance (1936-2020), Brits zanger
- Alain Van Lancker (1947), Frans baanwielrenner
- Anne Van Lancker (1954), Belgisch politica
- Eddy Van Lancker (1956), Belgisch syndicalist
- Jos Van Lancker (1908-1987), Belgisch kunstenaar
- Kurt Van Lancker (1971), Belgisch wielrenner
- Robert Vanlancker (1946), Belgisch wielrenner
- Rudi Vanlancker (1971), Belgisch atleet
- Ria Van Landeghem (1957), Belgisch atlete
- Chris Van Landschoot (1956), Belgisch atlete
- Prosper Van Langendonck (1862-1920), Vlaams dichter en schrijver
- Marcel Van Langenhove (1944), Belgisch voetbalscheidsrechter
- Frans Van Leemputten (1850-1914), Belgisch kunstschilder
- Johan Van Leirsberghe (1955), Belgisch atleet
- Jana Van Lent (2001), Belgisch atlete
- Myriam Vanlerberghe (1961), Vlaams politica en regentes
- Jozef Van Lerius (1823-1876), Belgisch kunstschilder
- Jorg Vanlierde (1999), Belgisch atleet
- Wouter Van Lierde (1963-2020), Vlaams acteur
- Maarten van Lieshout (1985), Belgisch voetballer
- Luc Van Linden (1956-2011), Belgisch politicus
- Mark Vanlombeek (1950-2018), Belgisch sportjournalist
- Danielle Van Lombeek-Jacobs (1968), Belgisch politica
- Rik Van Looy (1933-2024), Belgisch wielrenner
- Karl Vanlouwe (1970), Belgisch advocaat en politicus
- André Van Lysebeth (1919-2004), Belgisch hatha yoga-leraar

## Vanm

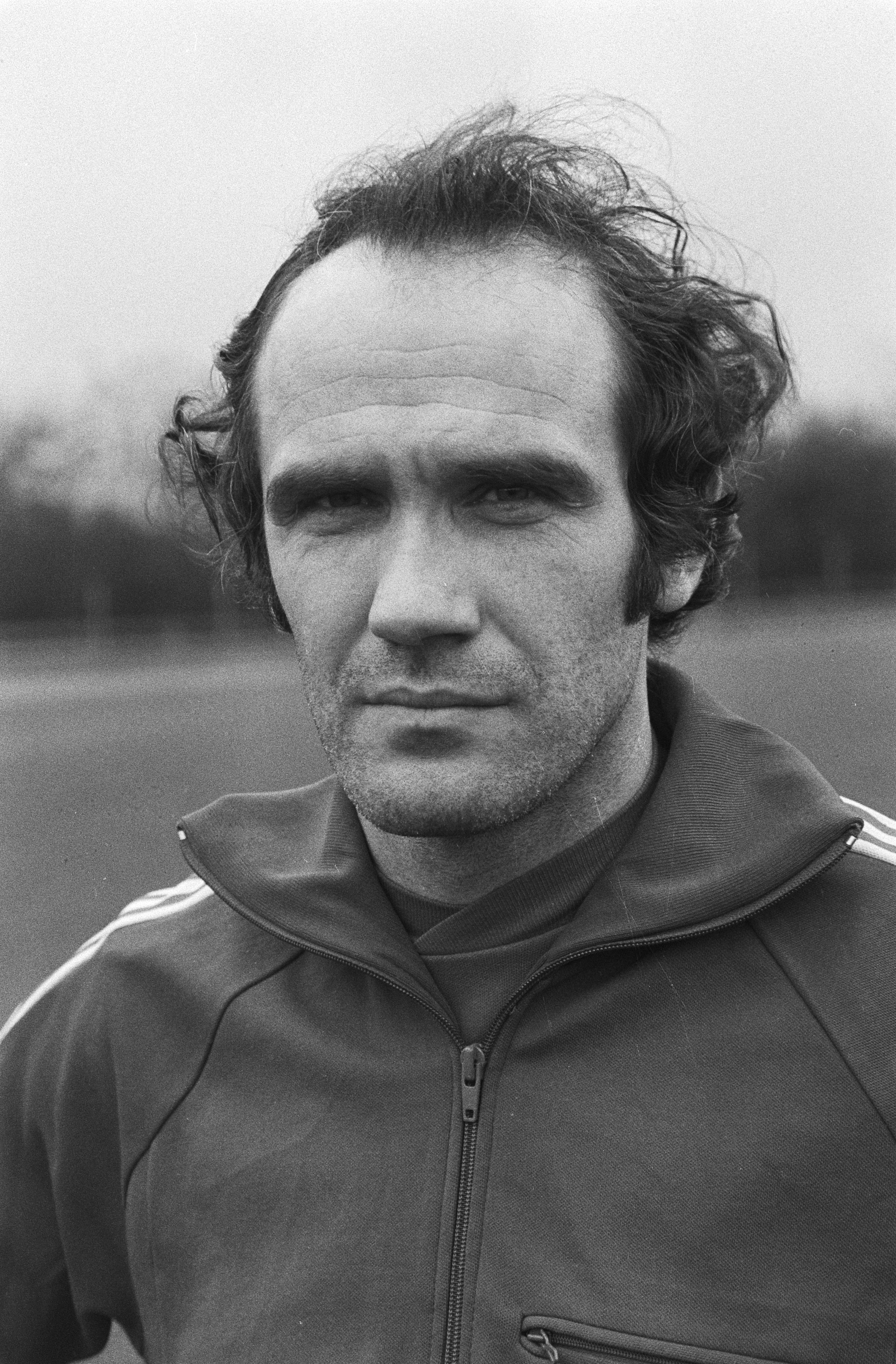
Wilfried Van Moer

- Michel Van Maele (1921-2003), Belgisch burgemeester
- Achiel Van Malderen (1945), Belgisch acteur en toneelregisseur
- Bart Van Malderen (1973), Belgisch politicus
- Kristof Van Malderen (1983), Belgisch atleet
- Gilbert Van Manshoven (1934), Belgisch atleet
- Anna Van Marcke (1924-2012), Belgisch kanovaarster
- Antoon Constand Eduard Van Marcke (1901-1988), Belgisch volksfiguur; bekend onder het pseudoniem Marc Baert
- Claude Van Marcke (1969-2017), Belgisch politicus
- Sep Vanmarcke (1988), Belgisch profwielrenner
- Eric Van Meensel (1965), Belgisch advocaat en politicus
- Guido Van Meir (1947), Belgisch journalist, schrijver en televisiescenarist
- Marc Van Mensel (1971), Belgisch atleet
- Eugeen Van Mieghem (1875-1930), Vlaams kunstschilder
- Hilde Van Mieghem (1958), Vlaams actrice, auteur en regisseur
- Karel Van Miert (1942-2009), Vlaams-Belgisch politicus
- Paul Van Miert (1965), Belgisch politicus
- Brent Van Moer (1998), Belgisch wielrenner
- Edmond Van Moer (1875-?), Belgisch boogschutter
- Jean Baptiste Van Moer (1819-1884), Belgisch kunstschilder
- Reinilde Van Moer (1956), Belgisch politica
- Theo Van Moer (1940-2022), Belgisch atleet
- Wilfried Van Moer (1945-2021), Belgisch voetballer en voetbalcoach
- Wim Van Moer (1987), Belgisch wielrenner
- Rudolf Vanmoerkerke (1924-2014), Belgisch ondernemer en sportbestuurder
- Eddy Van Mullem (1951), Belgisch atleet
- John Van Mullem (1925), Belgisch atleet
- Philippe Van Muylder (1956), Belgisch syndicalist

## Vann
- Olivier Vanneste (1930-2014), Belgisch gouverneur en econoom
- Jozef Van Nevel (1926-2012), Belgisch politicus
- Theodoor Van Nieuwenhuyse (1872-1930), Vlaams schrijver
- Karl Vannieuwkerke (1971), Vlaams (sport)journalist
- August Van Nooten (1901-1986), Belgisch politicus en vakbondsbestuurder
- Emiel Van Nooten (1925-2012), Belgisch politicus
- Flor Van Noppen (1956-2014), Belgisch politicus
- Anne-Marie Van Nuffel (1956), Belgisch atlete
- Lucien Van Nuffel (1914-1980), Belgisch atleet, voetballer en voetbalscheidsrechter

## Vano
- Guido Van Oevelen (1950), Belgisch bestuurder
- Jan Van Oost (1961), Belgisch beeldhouwer
- Oswald Van Ooteghem (1924-2022), Belgisch oostfronter en politicus
- Thomas Vanoppen (1999), Belgisch atleet
- Paul van Ostaijen (1896-1928), Vlaams dichter en schrijver
- Alessandro Vanotti (1980), Italiaans wielrenner
- Rob Vanoudenhoven (1967), Vlaams presentator
- Cyrille Van Overbergh (1866-1959), Belgisch socioloog en politicus
- Karim Van Overmeire (1964), Belgisch politicus
- Jozef Van Overstraeten (1896-1986), Belgisch persoon binnen de Vlaamse Beweging
- Louis Van Overstraeten (1818-1849), Belgisch architect
- Raoul Van Overstraeten (1885-1977), Belgisch generaal
- Roger Van Overstraeten (1937-1999), Belgisch ingenieur en hoogleraar
- Toon Van Overstraeten (1926-2011), Belgisch politicus
- War van Overstraeten (1891-1981), Belgisch kunstschilder en politicus
- Johan Van Overtveldt (1955), Belgisch econoom, journalist, redacteur, politicus en bestuurder
- Serge Van Overtveldt (1959), Belgisch politicus
- Eugeen van Oye (1840-1926), Belgisch arts, dichter, schrijver en Vlaams activist
- Paul Van Oye (1886-1969), Belgisch bioloog en hoogleraar
- Franky Van Oyen (1962), Belgisch wielrenner

## Vanp
- Jules Van Paemel (1896-1968), Belgisch architect en grafisch kunstenaar
- Leo Van Paemel (1914-1995), Belgisch kunstschilder
- Monika van Paemel (1945), Belgisch schrijfster
- Raymond Van Paemel (1956), Belgisch atleet
- Nick Van Peborgh (1984), Belgisch atleet
- Marc Van Peel (1949), Belgisch politicus
- Michael Van Peel (1978), Belgisch comedian
- Valerie Van Peel (1979), Belgisch journaliste en politica
- Hippoliet Van Peene (1811-1864), Belgisch toneelschrijver
- Bart Van Peer (ca. 1984), Belgisch acteur en scenarist
- Kristine Van Pellicom (1969), Vlaams actrice
- Peter Van Petegem (1970), Belgisch wielrenner
- Frans Van Peteghem (1920-1997), Belgisch atleet
- Françoise Van Poelvoorde (1959), Belgisch atlete
- Karen Van Proeyen (1984), Belgisch atlete
- Herman Van Puymbrouck (1884-1949), Belgisch journalist, redacteur, politicus en Vlaams activist
- Margo Van Puyvelde (1995), Belgisch atlete

## Vanq
- Evarist Van Quaquebeke (1880-?), Belgisch syndicalist
- Rudy Van Quaquebeke (1952-2012), Belgisch politicus
- Vincent Van Quickenborne (1973), Vlaams licentiaat in de rechten en politicus

## Vanr
- Geert Van Rampelberg (1975), Belgisch acteur
- Marc Van Ranst (1965), Belgisch hoogleraar virologie, epidemiologie en bio-informatica
- Emile Van Reeth (1842-1923), Belgisch politicus
- Flor Van Reeth (1884-1975), Belgisch architect en kunstschilder
- Lucien Van Reeth (?), Belgisch syndicalist en politicus
- Robert Georges Jozef Luis Leo (bOb) Van Reeth (1943), Belgisch architect
- Anne Van Rensbergen (1949), Belgisch atlete
- Rynardt van Rensburg (1992), Zuid-Afrikaans atleet
- Sonia Van Renterghem (1965), Belgisch atlete
- Walter Van Renterghem (1944), Belgisch atleet
- David Van Reybrouck (1971), Belgisch archeoloog, cultuurhistoricus en schrijver
- Koen Van Rie (1972), Belgisch atleet
- Jan Van Rijswijck (1853-1906), Belgisch advocaat, journalist en politicus
- John van Rijswijck (1962), Luxemburgs voetballer
- Marie-Louise Vanrobaeys (1928-2017), Belgisch politica
- Jean-Claude Van Rode (1951-2023), Belgisch vakbondsleider, rechter en politicus
- Liesbeth Van Roie (1981), Belgisch atlete
- Eric Van Rompuy (1949), Belgisch politicus
- Herman Van Rompuy (1947), Belgisch politicus
- Jacobus Van Rompuy (1832-1911), Belgisch politicus
- Karel Van Rompuy (1929-2013), Belgisch bankier
- Eugeen Van Roosbroeck (1928-2018), Belgisch wielrenner
- Gustaaf Van Roosbroeck (1946), Belgisch wielrenner
- Joseph Van Roosbroeck (1872-1962), Belgisch syndicalist en politicus
- Patrick Van Roosbroeck (1969), Belgisch wielrenner
- Paul Van Roosbroeck (1883-1954), Belgisch politicus
- Robert Van Roosbroeck (1898-1988), Belgisch historicus en collaborateur, Vlaams activist
- Hilda Van Roose (1932-2008), Belgisch actrice
- Karel Van Roose (1990), Belgisch voetballer
- Jean-Pierre Van Rossem (1945-2018), Vlaams politicus, zakenman, fraudeur en schrijver
- Alfons Van Roy (1882-1927), Belgisch advocaat, hoogleraar en Vlaams activist
- Alfred Van Roy (1913-2009), Belgisch bierbrouwer en politicus
- Bernadette Van Roy (1948), Belgisch atlete
- Dolf Van Roy (1858-1943), Belgisch kunstschilder
- Dominique Van Roy (1956), Belgisch politicus
- Frans Van Roy (1901-1976), Belgisch politicus
- Joannes Baptista Van Roy (1817-1894), Belgisch politicus
- Jos Vanroy (1936-2020), Belgisch syndicalist en politicus
- Mia Van Roy (1944), Belgisch actrice
- Oscar Van Rumst (1910-1960), Belgisch atleet
- Theadora Van Runkle (1929-2011), Amerikaans modeontwerpster
- Daniel Van Ryckeghem (1945-2008), Belgisch wielrenner
- Jozef Vanryckeghem (1922-2011), Belgisch politicus
- Vincent Vanryckeghem (1987), Belgisch atleet
- Théo Van Rysselberghe (1862-1926), Belgisch kunstschilder
- Edward Van Ryswyck (1871-1931), Belgisch kunstschilder
- Jan-Baptist van Ryswyck (1818-1869), Belgisch journalist, dichter en politicus
- Lambrecht Van Ryswyck (1822-1894), Belgisch dichter en kunstsmid
- Theodoor van Ryswyck (1811-1849), Belgisch schrijver, dichter en Vlaams activist

## Vans

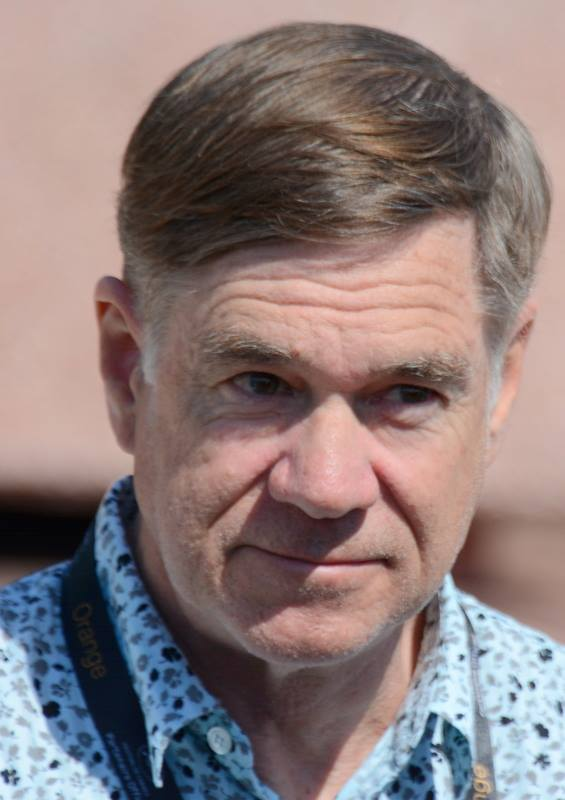
Gus Van Sant (2015)

- Stan Van Samang (1979), Vlaams acteur en zanger
- Guy Van Sande (1963), Belgisch acteur en politicus
- Hera Van Sande (1969), Belgisch ingenieur architect
- Victor Van Sande (1860-1914), Belgisch arts en politicus
- Vincent Van Sande (1992), Belgisch acteur
- Gus Van Sant (1952), Amerikaans regisseur
- Joske Van Santberghe (1949), Belgisch atlete
- Carlos Van Sante (1896-1947), Belgisch geestelijke en Vlaams activist
- Abraham Dircksz van Santvoort (ca. 1624-1669), Nederlands graveur en predikant
- Dirck Dircksz. van Santvoort (1610-1680), Nederlands kunstschilder
- Jenny Van Santvoort (1899-1983), Belgisch actrice
- Jozef Van Santvoort (1885-1962), Belgisch politicus en vakbondsbestuurder
- Melchior van Santvoort (ca. 1570-1641), Nederlands koopman
- Christel Van Schoonwinkel (1968), Vlaams actrice
- Ineke Van Schoor (1995), Belgisch acrogymnaste
- Robert Van Schoor (1946), Belgisch atleet
- Willem Van Schuerbeeck (1984), Belgisch atleet
- Dominick Vansevenant (1976), Belgisch politicus
- Johny Vansevenant (1958), Belgisch journalist
- Mauri Vansevenant (1999), Belgisch wielrenner
- Wim Vansevenant (1971), Belgisch wielrenner
- Bernard Van Severen (1761-1837), Belgisch advocaat en politicus
- Boris Van Severen (1989), Belgisch acteur
- Dan Van Severen (1927-2009), Belgisch kunstschilder
- Henri Van Severen (1849-1923), Belgisch goudborduurder
- Joannes-Baptista Van Severen (1808-1871), Belgisch goudborduurder
- Joris Van Severen (1761-1837), Belgisch politicus
- Maarten Van Severen (1956-2005), Belgisch meubelontwerper en interieurarchitect
- Robert Van Severen (1711-1792), Zuid-Nederlands abt
- Wim Vanseveren (1956), Vlaams adviseur en televisieproducent
- Alfred Vansina (1926-2018), Belgisch politicus
- Jean Van Slype (1937), Belgisch atleet
- Charline Van Snick (1990), Belgisch judoka
- Auguste Van Speybrouck (1843-1922), Belgisch priester en historicus
- Emmanuel Van Speybrouck (1726-1787)), Zuid-Nederlands architect
- Joseph Van Staeyen (1919-1991), Belgisch wielrenner
- August Van Steelant (1921-1971), Belgisch voetballer
- Gerda Van Steenberge (1965), Belgisch politica
- Honoré Van Steenberge (1917-1994), Belgisch syndicalist en politicus
- Jozef Van Steenberge (1915-2011), Belgisch politicus en brouwer
- Paul Van Steenberge (1884-1962), Belgisch politicus en brouwer
- Sebastiaan Van Steenberge (1974), Belgisch rganist, dirigent en componist
- Victor Constantin Van Steenberge (1848-1930), Belgisch politicus
- Rik Van Steenbergen (1924-2003), Vlaams wielrenner
- Jan Van Steenberghe (1972), Belgisch voetballer
- Steven Van Steenberghe (1978), Belgisch voetbaldoelman
- Betty Vansteenbroek (1963), Belgisch atlete
- Alois Van Steenkiste (1928-1991), Belgisch wielrenner
- Ann Vansteenkiste (1971), Belgisch politica
- Constant Vansteenkiste (1869-1948), Belgisch ondernemer, uitvinder en Vlaams activist
- Emiel Vansteenkiste (1930-2009), Belgisch politicus en politiefunctionaris
- Eugeen Vansteenkiste (1896-1963), Vlaams kunstschilder
- Eugeen-Karel Van Steenkiste (1841-1914), Belgisch arts, politicus en Vlaams activist
- Franz Vansteenkiste (1935), Belgisch advocaat en politicus
- Jade Vansteenkiste (2003), Belgisch turnster
- Jannes Vansteenkiste (1993), Belgisch voetballer
- Luc Vansteenkiste (1940), Belgisch politicus
- Luc Vansteenkiste (1947), Belgisch ondernemer
- Roger Van Steenkiste (1931-1994), Belgisch politicus
- Joris Vansteenland (1899-1972), Belgisch politicus en Vlaams activist
- Theo Van Speybroeck (1931), Belgisch politicus
- Henri Van Straten (1892-1944), Vlaams graficus en kunstschilder
- Johan Vansummeren (1981), Belgisch wielrenner
- Greta Van Susteren (1954), Amerikaans journaliste en televisiepresentatrice
- Ronny Van Sweevelt (1962-2020), Belgisch wielrenner

## Vant
- Hans Van Themsche (1988), Belgisch crimineel
- Emiel Van Thielen (1895-na 1944), Belgisch collaborateur en Vlaams activist
- Francesca Vanthielen (1972), Belgisch actrice, presentatrice en omroepster
- Jan Philip van Thielen (1618-1667), Zuid-Nederlands kunstschilder
- Jonas Van Thielen (1986), Belgisch acteur
- Jos Van Thielen (1962), Belgisch politicus
- Léo Van Thielen (1953), Belgisch wielrenner
- Maria Theresa van Thielen (1640-1706), Zuid-Nederlands kunstschilder
- Paul Van Thielen (1954), Belgisch politiefunctionaris
- Dries Vanthoor (1998), Belgisch autocoureur
- Laurens Vanthoor (1991), Belgisch autocoureur
- Elie Van Thournout (1933), Belgisch atleet
- Dirk Van Tichelt (1984), Belgisch judoka
- Georges Van Tieghem (1924-2000), Belgisch volksfiguur uit Brugge
- Chris Van Tongelen (1968), Vlaams (musical)acteur, producer, regisseur en zanger
- Robert Van Trimpont (1917-1998), Belgisch syndicalist en politicus
- Elise Vantruijen (1906-??), Belgisch atlete

## Vanu
- Mordechai Vanunu (1954), Israëlisch nucleair technicus en activist
- Zjef Vanuytsel (1945-2015), Belgisch architect, kleinkunstzanger en gitarist
- Alfons Van Uytven (1920), Belgisch vakbondsbestuurder
- Herman Van Uytven (1962), Belgisch atleet

## Vanv
- Dennis van Vaerenbergh (1998), Belgisch voetballer
- Dirk Van Vaerenbergh (?), Belgisch acteur en toneelregisseur
- Etienne Van Vaerenbergh (1944), Belgisch advocaat en politicus
- Gustaaf Van Vaerenbergh (1933), Belgisch wielrenner
- Kristien Van Vaerenbergh (1978), Belgisch advocate en politica
- Edouard Van Vlaenderen (1868-1958), Belgisch syndicalist en politicus
- Roos Van Vlaenderen (1984), Belgisch actrice
- Elie Van Vlierberghe (1952), Belgisch atleet
- Mercedes Van Volcem (1971), Belgisch politica
- Carolyne Van Vliet (1929-2016), Nederlands-Amerikaans natuurkundige
- Ewald Vanvugt (1943-2025), Nederlands auteur en fotograaf

## Vanw

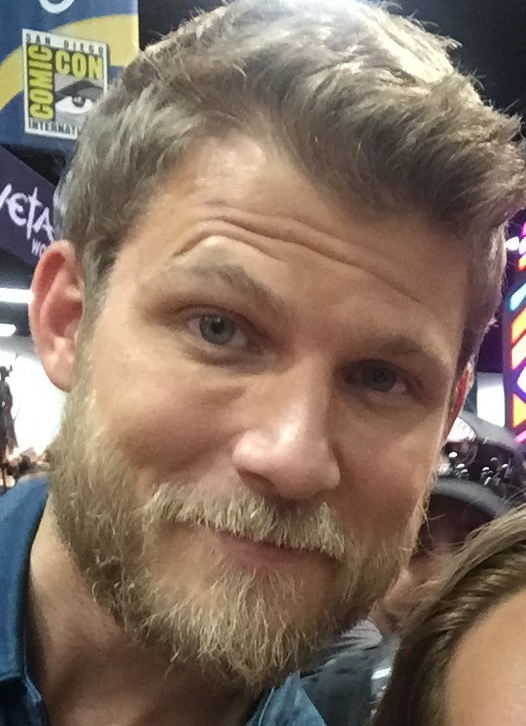
Travis Van Winkle

- Piet Van Waeyenberge (1938), Belgisch ondernemer en bestuurder
- Eugène Van Walleghem (1882-1964), Belgisch syndicalist en politicus
- Jozef van Walleghem (1757-1801), Zuid-Nederlands dagboekschrijver
- Marcel Van Walleghem (1928-2017), Belgisch geestelijke en hoogleraar
- Roeland Van Walleghem (1949), Belgisch politicus
- Wendy Van Wanten (1960), Belgisch model, zangeres en televisiepersoonlijkheid; pseudoniem van Iris Vandekerckhove
- Erna Van Wauwe (1952), Belgisch politica
- Els Van Weert (1968), Belgisch politica
- Franciscus van Weert (16e eeuw), Zuid-Nederlands kopiist
- Manuela Van Werde (1959), Belgisch actrice, presentatrice en politica
- Hans Van Werveke (1898-1974), Belgisch historicus, hoogleraar en bestuurder
- Thierry van Werveke (1958-2009), Luxemburgs zanger en acteur
- Lotte Vanwezemael (1992), Belgisch seksuologe
- Johan Van Wezer (1951), Belgisch atleet
- Doug Van Wie (1984), Amerikaans zwemmer
- Frieda Van Wijck (1950), Belgisch radio- en televisiepresentatrice
- Georges Van Winckel (1861-1937), Belgisch politicus
- Jan Van Winghe (1913-1998), Belgisch syndicalist en politicus
- Joos van Winghe (1544-1603), Brabants kunstschilder
- Nicolaas van Winghe (ca. 1495-1552), Zuid-Nederlands geestelijke
- Travis Van Winkle (1982), Amerikaans acteur

## Vanz
- Guy Van Zeune (1934), Belgisch atleet
- Alain Van Zeveren (1963), Belgisch componist, arrangeur, producer en uitvoerend muzikant
- Paul Van Zummeren (1945-2002), Vlaams journalist en schrijver

## Var

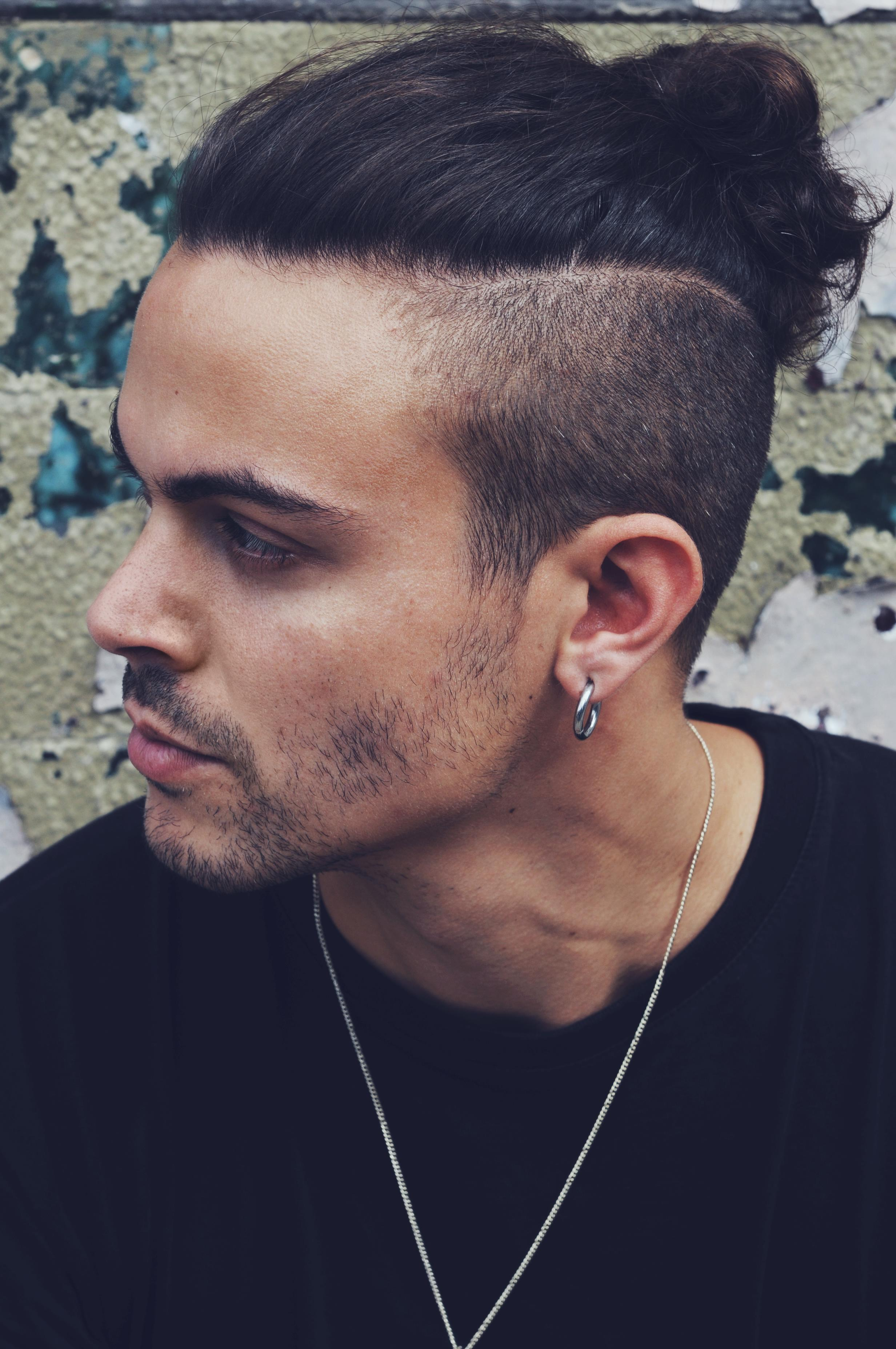
Alex Vargas

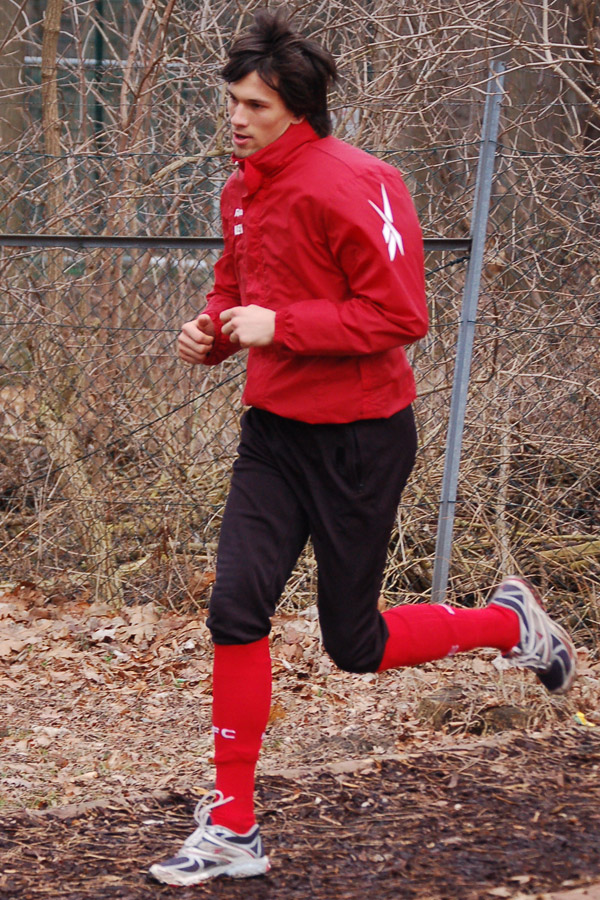
Miro Varvodić

- Francisco Varallo (1910-2010), Argentijns voetballer, laatste overlevende deelnemer van het eerste wereldkampioenschap voetbal
- Raphaël Varane (1993), Frans voetballer
- Agnès Varda (1928-2019), Belgisch-Frans filmregisseuse
- João Varela (1974), Nederlands politicus
- Luc Varenne (1914-2002), Belgisch sportjournalist
- Valentin Varennikov (1923-2009), Russisch generaal en politicus
- Edgard Varèse (1883-1965), Frans-Amerikaans componist
- Alex Vargas (1988), Deens singer-songwriter en producer
- Chavela Vargas (1919-2012), Costa Ricaans-Mexicaans zangeres
- Florencio Vargas (1931-2010), Filipijns politicus
- Jacob Vargas (1971), Mexicaans acteur
- Jeymmy Paola Vargas Gómez (1983), Colombiaans model
- Jose Antonio Vargas (1981), Filipijns journalist
- Ronald Vargas (1986), Venezolaans voetballer
- Sergio Vargas (1965), Argentijns-Chileens voetbaldoelman
- Zoltán Varga (1945-2010), Hongaars voetballer
- Mario Vargas Llosa (1936-2025), Peruaans schrijver en Nobelprijswinnaar
- Ivan Vargić (1987), Kroatisch voetbaldoelman
- Pål Varhaug (1991), Noors autocoureur
- Pierre Varignon (1654-1722), Frans wiskundige
- Robert Varkonyi (1961), Amerikaans pokerspeler
- Cromwell Fleetwood Varley (1828-1883), Engels elektrotechnicus
- William Varley (1880-1968), Amerikaans roeier
- Indira Varma (1973), Brits actrice
- Andrus Värnik (1977), Estisch atleet
- Roland Varno (1908-1996), Amerikaans acteur van Nederlandse afkomst
- Nicolás Varrone (2000), Argentijns autocoureur
- Miro Varvodić (1988), Kroatisch voetbaldoelman

## Vas

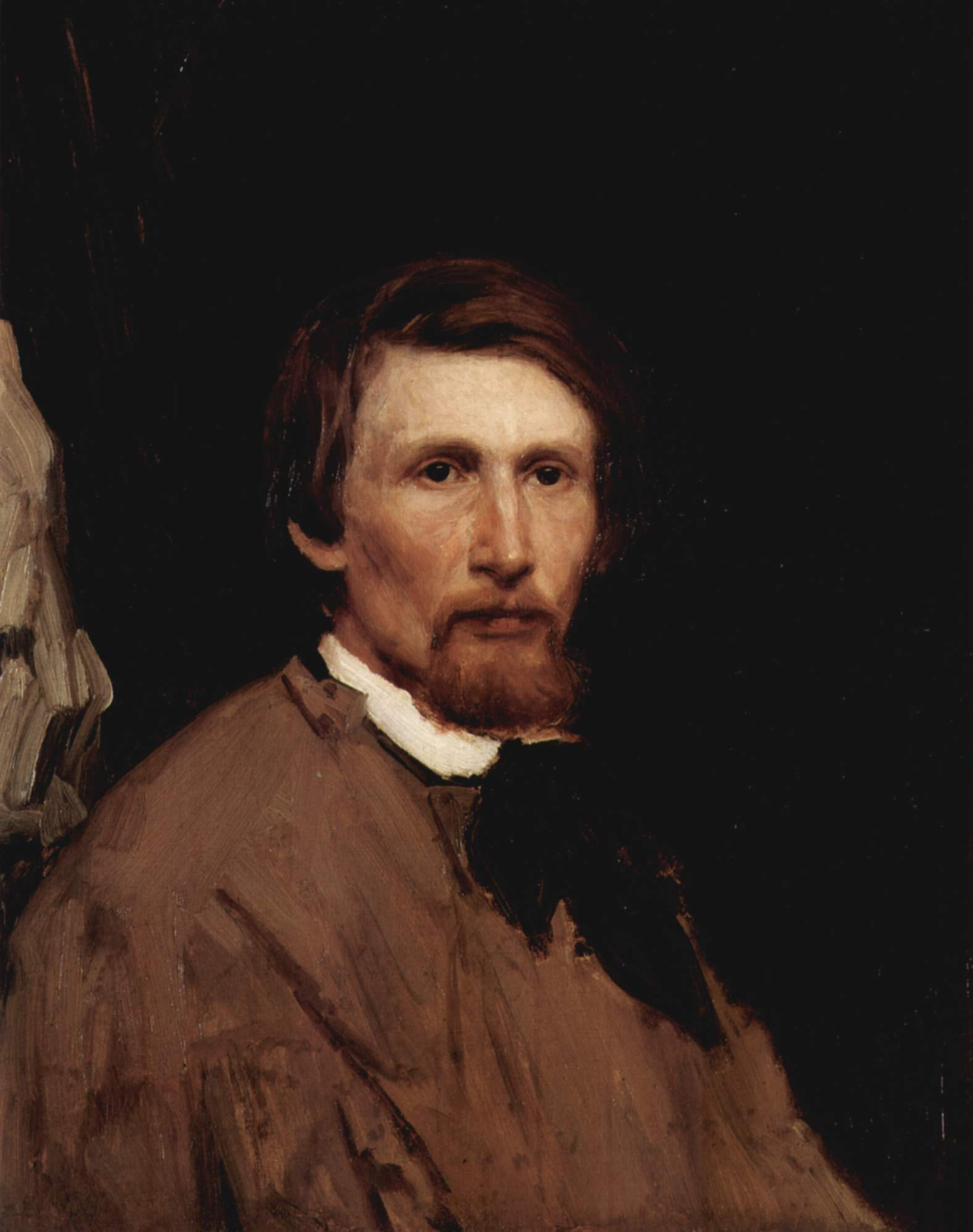
Viktor Vasnetsov

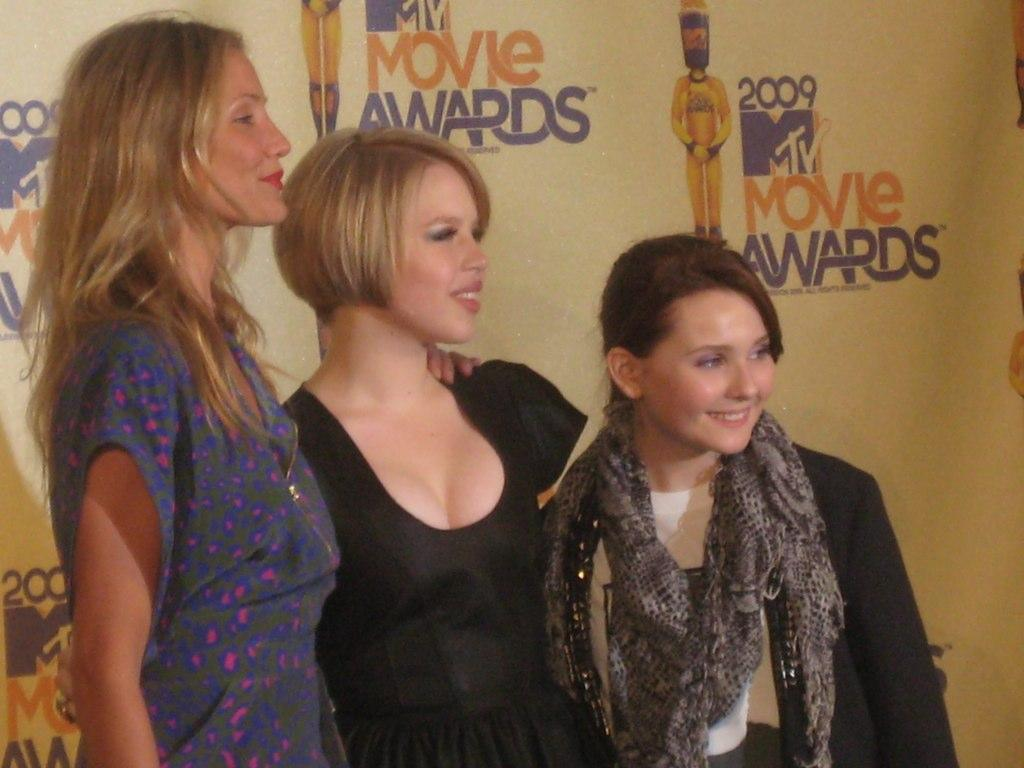
Sofia Vassilieva (midden)

- M. Vasalis (1909-1998), Nederlands dichteres en psychiater (Margaretha Droogleever Fortuyn-Leenmans)
- Victor Vasarely (1908-1997), Hongaars schilder
- Giorgio Vasari (1511-1574), Italiaans kunstenaar
- Luis Mendez de Vasconcellos (1542-1623), grootmeester van de Maltezer Orde van 1622-1623
- José Vasconcelos (1882-1959), Mexicaans politicus en filosoof
- Royston Vasey (1943), Brits komiek
- Vadims Vasiļevskis (1982), Lets atleet
- Aleksej Vasiljev (1972), Russisch autocoureur
- Oleg Vasiljev (1959), Russisch kunstschaatser
- Giorgi Vasjadze (1981), Georgisch politicus
- Darja Vaskina (2002), Russisch zwemster
- Viktor Vasnetsov (1848-1926), Russisch kunstschilder
- Darius Vassell (1980), Engels voetballer
- Kadene Vassell (1989), Nederlands atlete
- Liz Vassey (1972), Amerikaans actrice
- Sofia Vassilieva (1992), Amerikaans actrice
- Aldo Vastapane (1926-2023), Belgisch zakenman en vastgoedmagnaat
- Jip Vastenburg (1994), Nederlands atlete
- Ivica Vastić (1969), Oostenrijks-Kroatisch voetballer en voetbaltrainer
- Volodymyr Andrijovitsj Vasylenko (1937-2023), Oekraïens hoogleraar, diplomaat en rechter

## Vat
- Sven Väth (1964), Duits dj en prodcuer
- Elisabeth Vathje (1994), Canadees skeletonracer
- Theo van de Vathorst (1934-2022) Nederlands beeldhouwer.

## Vau
- Jacques de Vaucanson (1709-1782), Frans uitvinder en instrumentenbouwer
- Greg Vaughan (1973), Amerikaans acteur en model
- Stevie Ray Vaughan (1954-1990), Amerikaans gitarist
- Matthew Vaughn (1971), Brits filmregisseur en -producer
- Robert Vaughn (1932-2016), Amerikaans acteur
- Vince Vaughn (1970), Amerikaans acteur
- Benoît Vaugrenard (1982), Frans wielrenner
- Harry Vaulkhard (1985), Brits autocoureur
- Pierre Vaultier (1987), Frans snowboarder
- Tristan Vautier (1989), Frans autocoureur
- Hilde Vautmans (1972), Vlaams politica
- Valère Vautmans (1943-2007), Vlaams politicus

## Vav
- Nikolaj Vavilov (1887-1943), Russisch botanicus
- Sergej Vavilov (1891-1951), Russisch natuurkundige
- Miroslava Vavrinec (1978), Zwitsers tennisster
- Dana Vávrová (1967-2009), Tsjechisch-Duits actrice en regisseur

## Vax
- Matthieu Vaxivière (1994), Frans autocoureur

## Vay
- Mika Väyrynen (1981), Fins voetballer

## Vaz

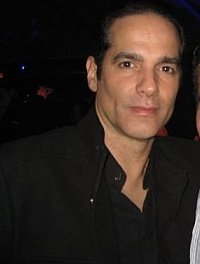
Yul Vazquez in 2008

- Andreas Vazaios (1994), Grieks zwemmer
- Nani Vazana (1982), Israëlisch zangeres en songwriter
- Mozes Salomon Vaz Dias (1881-1963), Nederlands journalist en oprichter van een persbureau
- Leila Vaziri (1985), Amerikaans zwemster
- Efrén Vázquez (1986), Spaans motorcoureur
- Víctor Vázquez (1987), Spaans voetballer
- Yul Vazquez, Cubaans/Amerikaans acteur